# ジェットエンジン

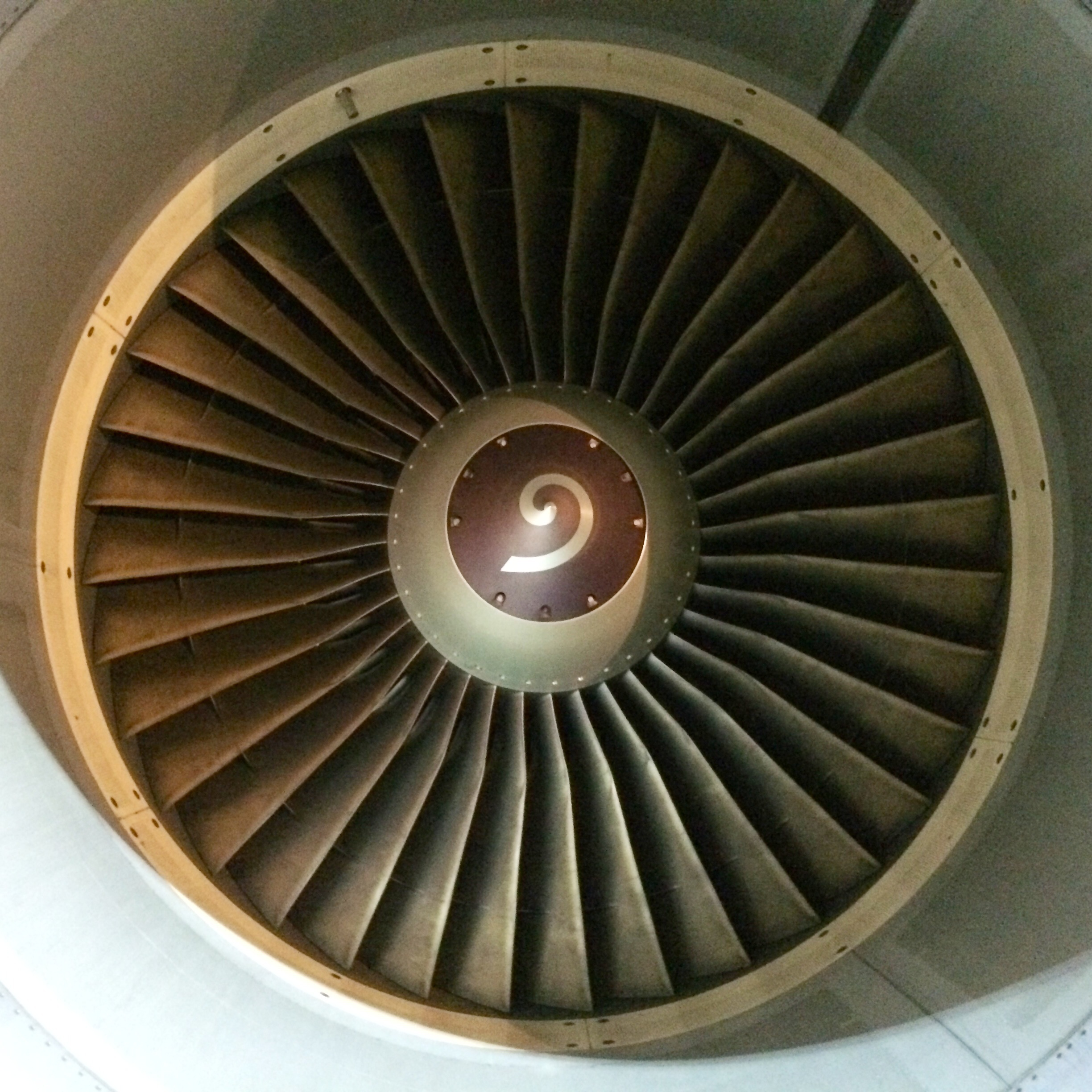
エアバスA320のジェットエンジン

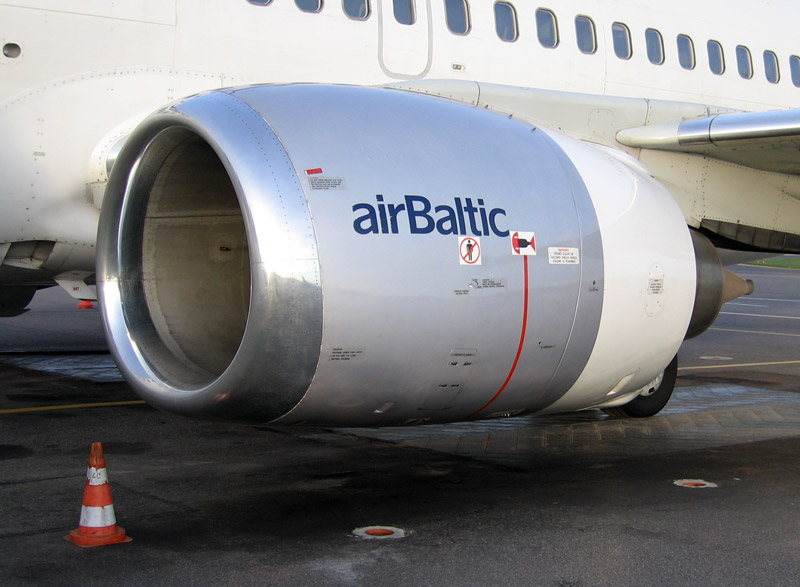
ナセルに覆われたボーイング737-500のCFM56ジェットエンジン（ターボファン）。

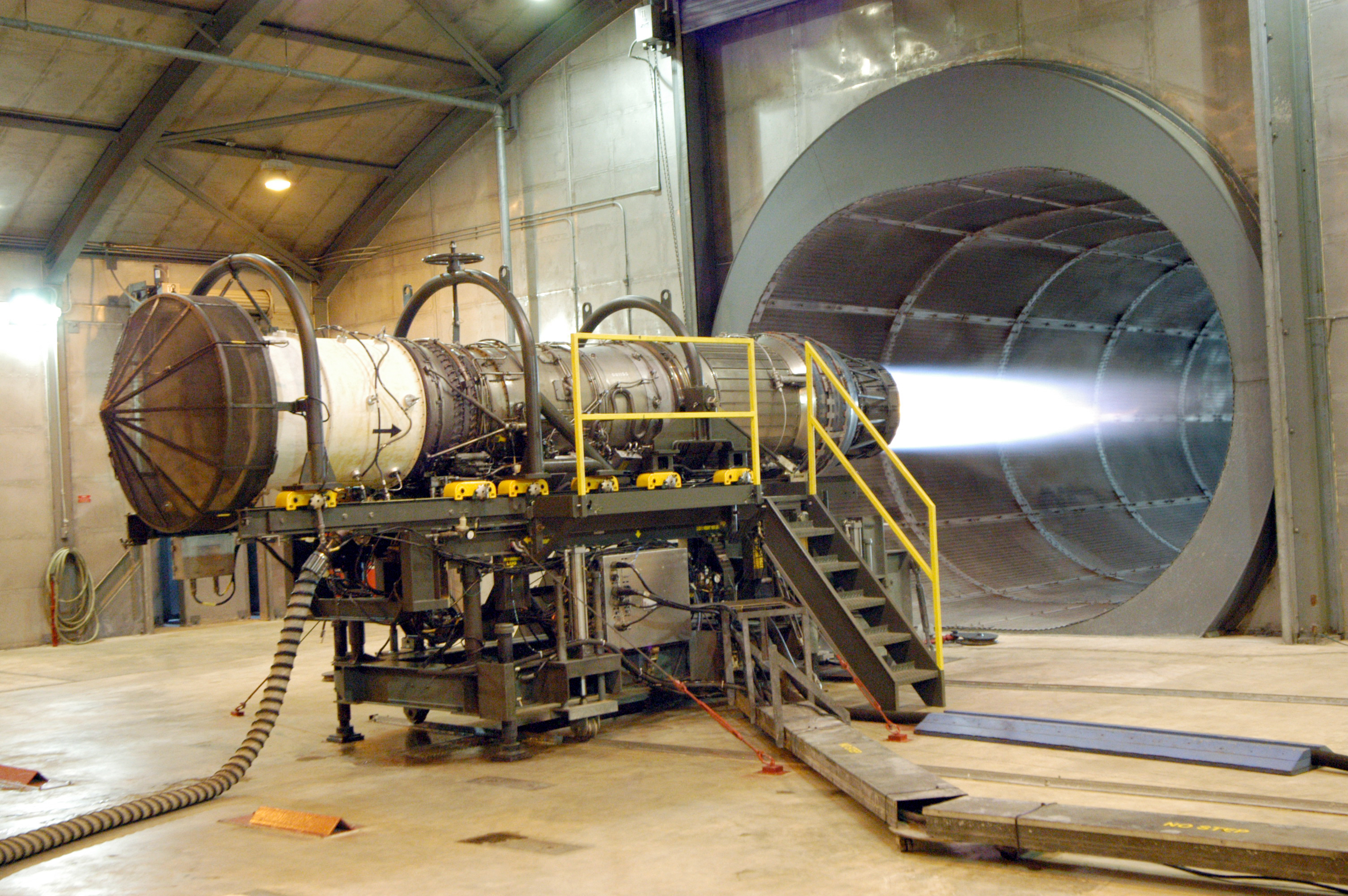
アメリカジョージア州のロビンス空軍基地でテスト中のF-15 イーグルのF100ジェットエンジン（ターボファン）。

ジェットエンジン（英語: jet engine）とは、噴流（ジェット）を生成し、その反作用を推進に利用する熱機関である。多くの場合、外部から取り入れた空気で燃料を燃焼させる事で大量の噴流を生成する。ジェットの生成エネルギーには、取り込んだ空気に含まれる酸素と燃料との化学反応（燃焼）の熱エネルギーが利用される。狭義には、空気吸い込み型の噴流エンジンだけを指す。また、主に航空機（固定翼機、回転翼機）やミサイルの推進機関または動力源として使用される。
ジェット推進は、噴流の反作用により推進力を得る。具体的には、噴流が生み出す運動量変化による反作用（反動）としての力がダクトノズルやプラグノズルに伝わり、推進力が生成される。なお、ジェット推進と同様の噴流が最終的に生成されるものであっても、熱力学的に噴流を生成していないもの、例えばプロペラやファン推力などは、通常はジェット推進には含めない。プロペラやファンは、直接的には回転翼による揚力を推力としている。
ジェット推進を利用している熱機関であっても、ジェット推進を利用しているエンジン全てがジェットエンジンと認識されているわけではなく、外部から取り込んだ空気を利用しないもの（典型的には、ロケットエンジン）は、通俗的にはジェットエンジンに含められていない。ジェットエンジンとロケットエンジンは、用途とメカニズムが異なる。具体的には、ジェットエンジンは、推進のためのジェット噴流を生成するために外部から空気を取り入れる必要があるのに対し、ロケットエンジンは酸化剤を搭載して噴出ガスの反動で進むため、宇宙空間でも使用可能である点が強調される。また、ジェットエンジンは吸気側の噴流も推進力に利用する一方、ロケットエンジンの燃焼器より前に噴流は全くない。そのため両者は構造も大気中の効率も大幅に異なり、区別して扱われる。
現代の実用ジェットエンジンでは、噴流の持続的な生成にガスタービン原動機を使っているものが多い。タービンとはラテン語の「回転するもの」という語源から来た連続回転機のことであり、連続的にガスジェットを生成できることが大きなメリットである。また、同原動機の登場により回転翼推力とジェット推力の複合出力エンジンも実現できるようになり、そこでは様々な最適化が可能なことから、多数の形式が生まれた。
さらに、ジェットエンジンは熱機関の分類（すなわち「内燃機関」か「外燃機関」か）からも独立した概念である。つまり、実用化されたジェットエンジンは基本的には内燃機関で分類されるものであったが、実用化されていないものの、原子力ジェットエンジンのような純粋な外燃機関として分類されるジェットエンジンも存在しうる。

## 概要

ターボファンのアニメーション図

広く実用されているジェットエンジン（ターボジェット、ターボファン、ターボプロップ、ターボシャフト）は原動機にガスタービンエンジンを使用しているので、内燃機関としての仕組や熱機関としてのサイクルもそれに準じている。すなわち作業流体・酸化剤として外部から取り込んだ空気を圧縮機で加圧し、燃料（主にケロシン）と混合してブレイトンサイクルの下に連続的に燃焼させ、その燃焼ガスによるジェットの反動そのものを推力として利用したり、羽根車（タービン）を用いて回転力を生成しプロペラやファンの揚力に変換し推進力にする。そして回転力の一部は圧縮機を回転させる動力となり、自体の持続運転に使われる。
ガスタービンエンジンは（レシプロエンジンの間欠燃焼と異なり）連続燃焼による連続回転機であるため、連続的なジェットガス生成用の原動機としても最適であった。もしジェットエンジンを間欠燃焼で作るとレシプロエンジンを原動機に使うまでもなくパルスジェットを実現できる。
上記ガスタービン型の航空用エンジンに加え、エアブリージングエンジン（作業流体および酸化剤として空気を吸入・排出する内燃機関の総称でレシプロエンジンも含む）の内、なんらかの方法で空気を圧縮して燃料と混合し、燃焼後に高速の排気流を得て推力とする機関（ラムジェット、パルスジェット、モータージェットなど）もジェットエンジンとして言及される。このうち圧縮機やタービンを用いず燃焼ガスをそのまま出力として利用するラムジェットとパルスジェットはガスタービンエンジンに対してダクトエンジンに分類されることもある。タービンの入り口温度が限界に達しているために、今より高効率、超高速ジェットエンジンを目指す手段として再び注目されている。
ジェット推進とジェットエンジンは同義語ではないため、空気燃焼以外でジェットを生み、その反動を利用する推進装置のロケット（非エアブリージングエンジン）や水中翼船用のウォータージェットなどはジェットエンジンとして言及されない場合が多い。また、発電や船舶の動力として航空用ガスタービンエンジンが転用される事例も多いが、それらは回転力を利用するだけなのでジェットエンジンとは呼ばれない（単にガスタービンもしくはターボシャフトと記載される）。
航空機の操縦士や整備士の資格では、ターボジェット、ターボファン、ターボプロップ、ターボシャフトを『タービン』に分類している。
航空用エンジンには定期点検が義務づけられているが、複雑な形状の部品が入り組んでいるため内部の検査には内視鏡が必要となり、補修にも熟練工が手作業であたるなど非常に手間がかかる。

## 開発の歴史

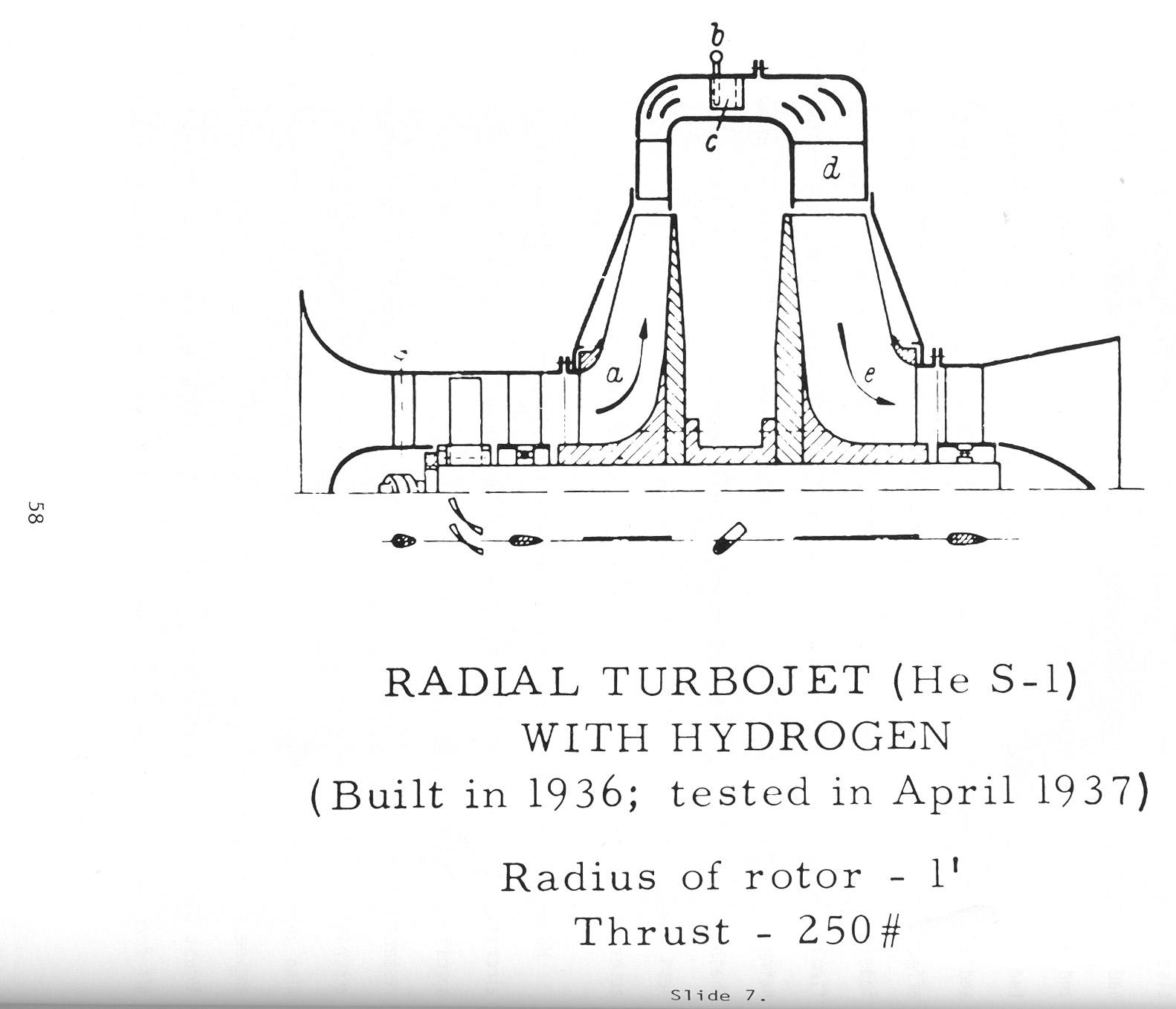
オハインが最初に試作したHeS 1の断面図（軸対称な下部断面は省略されている）。圧縮機、タービン共に遠心式であり、非常に簡潔な構造である。

ライト兄弟が1903年に初めて飛行に成功した時から第二次世界大戦頃まで、飛行機の推進装置の主流はレシプロエンジンとプロペラの組み合わせであった。飛行機の軍事的価値が高まるに従い、より高速で上昇性能も優れた機体が希求されるようになったが、レシプロエンジンの構造的制約からくる出力の頭打ちとプロペラ推進の空力的な限界により、機体の性能向上にも陰りが見え始めていた。そのような潮流の中で新しい航空機用推進機関が検討されるようになり、1930年代にはイギリスやナチス・ドイツを中心として本格的な研究・開発が始められた。この時期に今日ロケットやジェットエンジンとして知られる噴流推進機関の基本形が考案されることとなり、ガスタービン型のジェットエンジン（ターボジェットエンジン）開発も同時に始まっている。圧縮機とタービンを備えたガスタービンの概念そのものは1791年にイギリスのジョン・バーバー によってすでに提出されていたが、それから100年以上経った1903年になってノルウェーの技術者エギディアス・エリング (Ægidius Elling) が初めて実動させることに成功した。主な課題はタービン出力から圧縮機を回転させることにあった。また、以後のガスタービン実用化に際しては耐熱合金の開発や、熱膨張によるタービンブレードの亀裂を克服する必要があった。
ガスタービン型ジェットエンジン研究の初期にはタービン出力のみで圧縮機を回転させることが難しかったため、折衷案としてレシプロエンジンによる圧縮機駆動を行うモータージェットも考案された。この形式を採用した代表的な機体は1940年に初飛行したイタリアのカプロニ・カンピーニ N.1である。当時はファシスト党のプロパガンダの影響もあってプロペラのない先進的な飛行機として注目されたが、性能は通常のレシプロ機に及ばず、ジェット流により得られる推力も微々たるものであった。なお、カプロニ・カンピーニに先立ってルーマニアのアンリ・コアンダが製作したコアンダ=1910というモータージェット機が存在し、第二次世界大戦中には日本や旧ソ連でいくつかのモータージェット機開発が見られたが、結果的に後の技術史へ大きな影響を与えることはなかった。

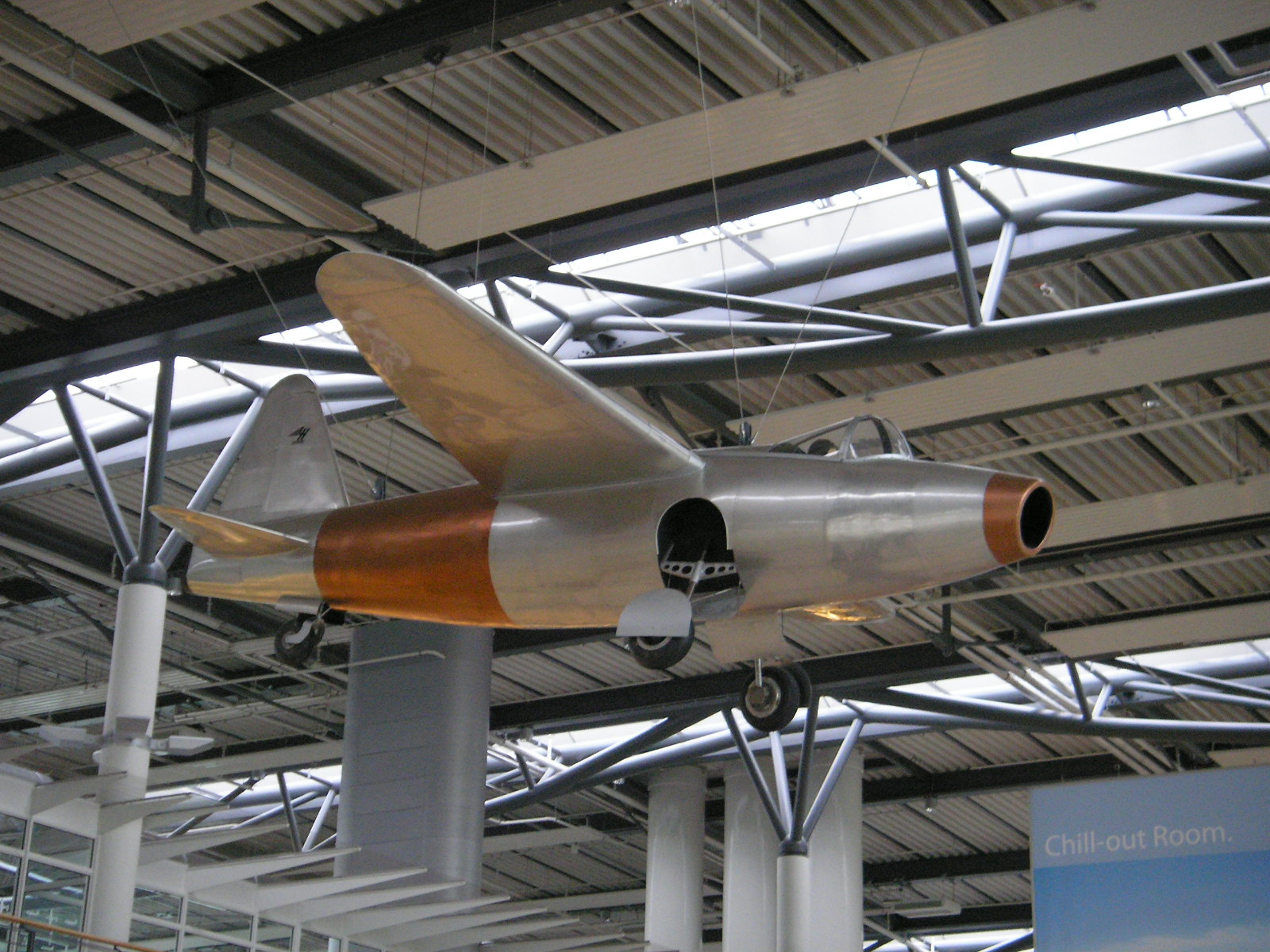
世界初のターボジェット機He178のレプリカ

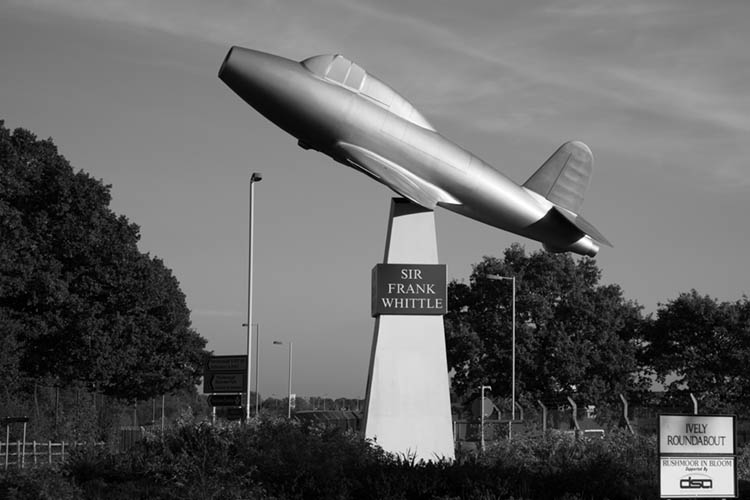
フランク・ホイットルの名が刻まれた支柱の上に設置されたグロスター E.28/39のレプリカ

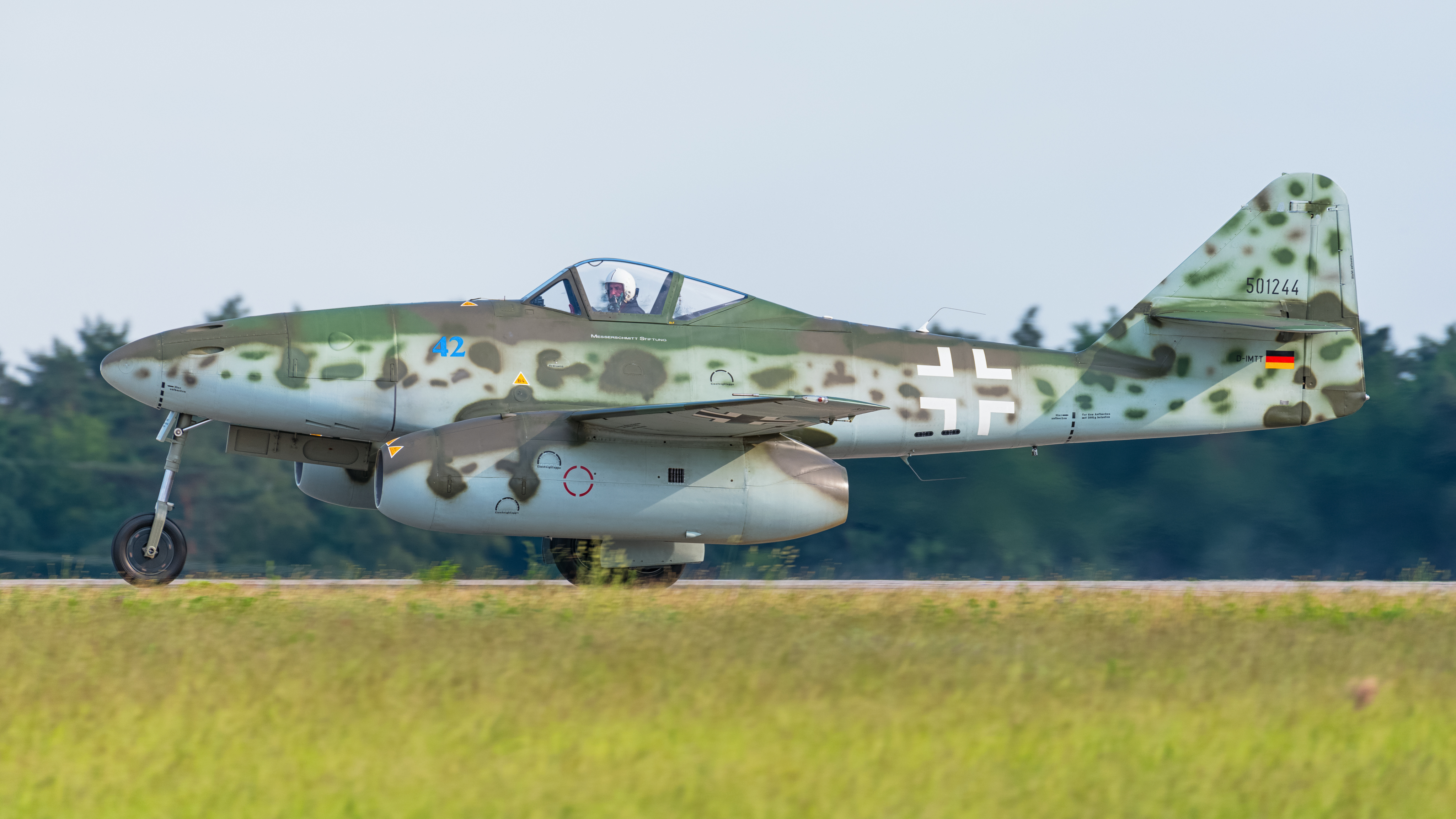
Me262（復元機）

現代につながるジェットエンジンは、イギリス空軍の技術士官フランク・ホイットルとドイツの技術者ハンス・フォン・オハインがそれぞれ独立に考え出したターボジェットエンジンである。ホイットルは1920年代からジェットエンジンの研究を始め、1937年4月にパワージェットと呼ばれるターボジェットを完成させた。ホイットルのチームがジェットエンジンの実験を最初に行なったとき、燃料の供給を止めた後に燃料が逆流して溢れ出し、それが燃え尽きるまでエンジンが止まらずパニックになりそうになったというエピソードが残っている。一方、オハインは当時の航空機業界の大物だったエルンスト・ハインケルに招聘され、ハインケルで1936年からジェット推進機関の研究を始めた。そうしてオハインが水素燃料式のHeS 1を経て完成させたHeS 3はHe178に搭載され、同機は1939年8月に世界初のターボジェットエンジンによる飛行を成し遂げた。またホイットルが開発に参加したターボジェット機グロスター E.28/39はHe178に約2年遅れて1941年5月に本格的な飛行を行っている。
こうして第二次世界大戦後半にはドイツ、イギリス、アメリカでジェットエンジンを搭載した航空機が次々に開発された。ドイツではハインケル以外の航空機メーカーでもターボジェットエンジンが完成し、ユンカースやBMWは軸流式圧縮機を備えたターボジェットを製造した（なおHe178やE.28/39は信頼性は高いが圧縮率の低い遠心式圧縮機を採用していた）。製造されたエンジンは世界初のジェット戦闘機であるMe262や世界初のジェット爆撃機であるAr234等に搭載され大戦末期に実際に運用されている。また、パルスジェット推進のV1飛行爆弾が実戦投入され、ラムジェットを用いた奇抜な兵器（トリープフリューゲルやアレクサンダー・リピッシュが設計したP.13aなど）もいくつか計画された。アメリカ、イギリスでは遠心式圧縮機を備えたジェットエンジンが実用化され、グロスター ミーティアをはじめとしたジェット戦闘機開発が進んだ。戦後、ドイツで製造・計画されたジェット推進の軍用機はアメリカや旧ソ連で徹底的に研究され、各国が独自に進めてきた技術研究と相まってジェットエンジンを爆発的に普及させた。戦時中の日本でもドイツのBMW 003を参考に軸流圧縮式ターボジェットのネ20が完成し、試作ジェット攻撃機橘花の飛行を成功させたが実戦には間に合わなかった。

## 原理

### 内燃機関としての特徴

ガスタービン動作の概念図とブレイトンサイクルのサイクル線図。線図の左は縦軸・圧力P、横軸・体積V としたもので、右は縦軸・温度T、横軸・エントロピーS としたもの。qin とqout はそれぞれ吸収した熱量と放出した熱量を示す。

ガスタービン型のジェットエンジンの場合、熱力学的にはブレイトンサイクルに従う。ブレイトンサイクルは断熱圧縮、吸熱・等圧膨張、断熱膨張、放熱・等圧圧縮の4プロセスからなるが、その特性から燃焼（吸熱）を行う時点の圧力が高いほど取り出せる仕事量は増大する。よってジェットエンジンでは燃焼前に空気を十分に圧縮することが重要となる。なおガスタービン以外のジェットエンジンが従う理論サイクルはブレイトンサイクルではないが、一般的に似たようなサイクルであり、やはり圧縮の方式が成否を分ける。
レシプロエンジンでは爆燃が間欠的に行われるが、ジェットエンジンでは（パルスジェットを除いて）燃焼は連続的に行われる。まず、吸入口から取り込まれた空気は圧縮機によって大気圧の数十倍（現行のエンジンでは約30倍）まで圧縮される。圧縮された空気は燃焼室内において燃料と混合・燃焼されて高温・高圧の燃焼ガスとなる。燃焼ガスはエンジンから排出される前にタービンを回転させる。タービンの回転は圧縮機へ伝わり、連続的に空気を吸入・圧縮するための動力になる。燃焼ガスはそのまま推力となるか、タービンもしくはその後段に設置された追加タービン（フリータービンとも）を回転させ軸出力として取り出される。なお、ブレイトンサイクルの吸熱・等圧膨張過程は燃焼室内での燃焼に対応し、断熱膨張過程はタービンおよび排気口におけるガスの膨張に対応している。

### 推進力を得る仕組
ジェット推進もプロペラ推進と同様に空気の運動量を変化させたことによる反作用として機体を前進させる。ジェットエンジンあるいはプロペラ回転面を仮想的な円盤と仮定した、単純化したモデルを考えてみる。この円盤を通過する流体によって得られる推力 T は、その大きさが空気に与えられる運動量変化（力積）を単位時間当たりにしたものの大きさに等しく、またその向きは正反対となる。このため、当該円盤が吸いこんだ空気の質量（質量流量）を単位時間あたり 、円盤への流入空気速度（≒飛行速度）を V、円盤から十分離れた下流における気体の排出速度を V∞ とすると、推力 T は次のように書ける。
{\displaystyle T={\dot {m}}(V_{\infty }-V)}
プロペラ推進では主に質量流量  を大きくすることで推力を発生させる。すなわちプロペラを大型化したりブレード数を増やしたりして推力 T の増強を図る。これは、プロペラブレードと機速の合成速度が音速を超えると衝撃波が発生することで効率が著しく落ちるためである。その結果、通常のプロペラを装備した機体の速度は 700–800 km/h が上限となる。これに対し、上式で気流速度差 V∞ − V を大きくする（排気流を高速にする）ことでも T を増すことが可能であり、これに基づいて考案されたのがジェット推進である。ジェット推進でも回転物体（圧縮機やタービン）は存在するが、ダクトやブレードの形状を工夫することで衝撃波が抑えられるのでプロペラ推進の場合に生じかねない衝撃波による悪影響を防ぐことができ、実際にその発想がブレークスルーとなった。
ちなみに、機速 V が増加すると次第に V∞ − V が小さくなっていくが、その一方で流入する質量流量（単位時間あたりに流入する空気の質量） が増加するので、V∞ − V が極端に小さくない限り、互いの効果が相殺されて推力 T はほぼ一定に保たれる（この点は機速によらずほぼ一定出力 P を仮定するレシプロエンジンと異なる）。
なお、効率面で補足すると、ジェット推進では気体に与えられる運動エネルギーの割合が大きくなり、パワーロスは一般的に大きくなる。ここで、推進効率は、プロペラ推進ではプロペラ効率とも呼ばれ、設計の指針とされるパラメータである。このパラメータは特に出力が限られたレシプロ機では重要視されたが、ジェット推進で同様の効率を計算するとプロペラ推進の場合より低くなりがちである。ただし、V∞ − V が小さくなるほど気体に与えられる運動エネルギーの割合が低下して推進効率が増加するので、一般的にジェット機（特にターボジェット）は高速時のほうが燃費が良い。この観点では、それほど高速を必要としない用途には、純粋なターボジェットは排気速度が高すぎるともいえ、効率の改善を図るために、現代のほとんどの航空機用エンジンでは、ターボプロップやターボファンのようにプロペラやファンを採用し、排気速度を高めすぎずに質量流量  を増大させる手法も併用されている。

### 実際のジェットエンジンの出力
ピストンエンジンやエンジン構造がジェットエンジンとほぼ同じターボプロップ・エンジン、ターボシャフト・エンジンなどは、出力を軸出力で取り出すため、出力の単位は軸馬力（SHP）が使用されるが、ジェットエンジンの出力の単位はスラスト（推力）で表され、単位は重量ポンド（lbf）または重量キログラム（kgf）またはニュートン（N）で表され、ジェットエンジンが発生する有効なスラストを正味スラスト Fn（kgf または lbf）と言う。また、航空機では正味スラストの測定が困難であるため、タービン出口の全圧と圧縮機入口の全圧との比で、正味スラストとほぼ直線的に比例するEPR（エンジン圧力比）を使用しており、操縦室の計器盤にその値を表示することで、正味スラストの値がほぼ分かるようになっている。
正味スラスト Fn は、以下のようになる。
ターボジェットエンジンの場合
{\displaystyle F_{\mathrm {n} }={\frac {W_{\mathrm {a} }}{g}}(V_{\mathrm {j} }-V_{\mathrm {a} })+{\frac {W_{\mathrm {f} }}{g}}V_{\mathrm {j} }+A_{\mathrm {j} }(P_{\mathrm {sj} }-P_{\mathrm {am} })}
ここで、
Wa は吸入空気流量（kg/s または lb/s）
Wf は燃料流量（kg/s または lb/s）
g は重力加速度（9.8 m/s2 または 32.2 ft/s2）
Va は飛行速度（m/sまたはft/s）
Vj は排気ガス速度（m/s または ft/s）
Aj は（ジェット・エンジン出口面積（ft2 または m2）
Pam は大気圧（kgf/m2 または lbf/ft2）
Psj はジェット・ノズル出口静圧（kgf/m2 または lbf/ft2）
である。
ターボファンエンジンの場合
{\displaystyle F_{\mathrm {n} }={\frac {W_{\mathrm {ap} }}{g}}(V_{\mathrm {jp} }-V_{\mathrm {a} })+{\frac {W_{\mathrm {f} }}{g}}(V_{\mathrm {jp} })+{\frac {W_{\mathrm {af} }}{g}}(V_{\mathrm {jf} }-V_{\mathrm {a} })}
ここで、
Wf はエンジン本体に流入する燃料流量（kg/sまたは lb/s）
Wfp はエンジン本体に流入する1次空気流量（kg/sまたは lb/s）
Vjp はエンジン本体から排出される1次空気排気速度（m/s または ft/s）
Waf はファンに流入する2次空気流量（kg/s または lb/s）
Vjf はファンから排出される2次空気排気速度（m/s または ft/s）
である。

## エンジン各部の名称と構造

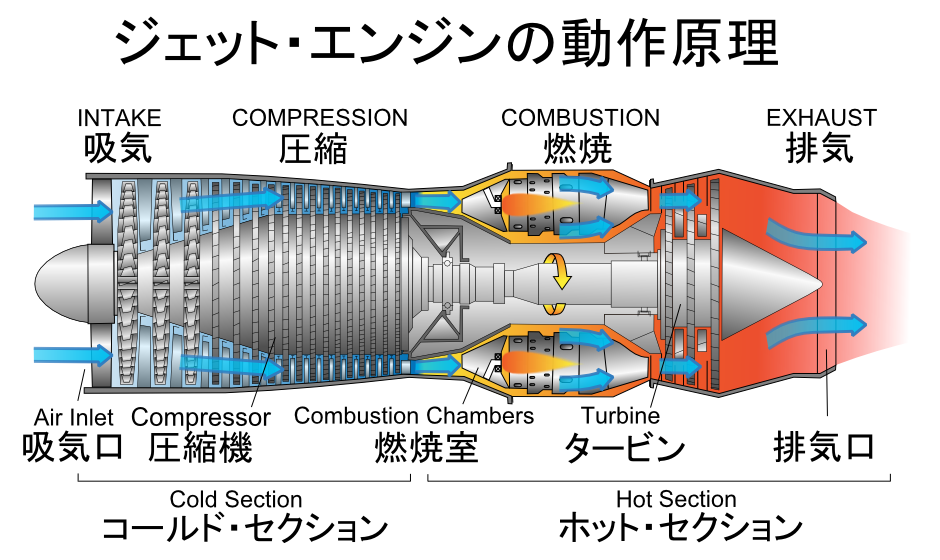
最も基本的な航空用ガスタービンであるターボジェットの仕組・動作の概要。

エンジンの吸気口からの空気を回転しながら圧縮する圧縮機、圧縮機からの圧縮空気に燃料を噴射して高温・高圧の燃焼ガスを発生させる燃焼室、燃焼室からの高温・高圧の燃焼ガスを受けて回転するタービンの3つで構成されており、タービンは前方にある圧縮機に軸を介して繋がっており、そのため、圧縮機はタービンと一緒に回転する構造となっている。
ターボジェットエンジンまたはターボファンエンジンの主要構成部分の圧縮機・燃焼室・タービンからなる部分をガスゼネレータまたはコア・エンジンと呼ぶことがある。
ジェットエンジンは、エンジンの整備性を良くするため、エンジン本体がモジュール構造と呼ばれる、いくつかのセクション単位に分割が可能な構造となっており、必要に応じて欠陥のあるモジュールを交換するだけで修理が容易な構造となっている。そのため各モジュールは完全な互換性がある。そのため、エンジンの外部から位置の指定や確認ができるように、エンジンのケース外側にあるフランジには、エンジン本体の最前部から後方に向かってアルファベット順にフランジ名称が識別のために付けられている。
ジェットエンジンは直接高温の燃焼にさらされる燃焼室・タービン・排気ノズルの各セクションを纏めてホット・セクションと呼び、空気入口・ファン・圧縮機・アクセサリードライブ・ファンのからの空気だけが通るバイパスの各セクションを纏めてコールド・セクションと呼んでいる。ホット・セクションでは高温による大きな熱応力を受けるため、構成部品に耐熱性の優れた材料が使用されており、整備でも部品の寿命や劣化の配慮が必要となってくる。
ジェットエンジンの軸に使用されている軸受は、軸方向と径方向の荷重を受ける玉軸受と径方向の荷重を受けるころ軸受があり、圧縮機やタービン・ローターでは前者が、それ以外の場所では高温による熱膨張を避けるために後者が使用されている。また、エンジンの振動を減少させるために、軸受外輪と軸受支持部との間に適当な隙間を開けて、そこに圧力油膜を形成して、軸受部の支持剛性を下げて共振点をずらし、振動を吸収させて振動の振幅の60-80%を減衰可能としたオイル・ダンプト・ベアリングまたはスクイズ・フィルム・ベアリングと呼ばれる油膜支持式軸受構造も採用されている。エンジン運転中では軸受部に高速回転による高荷重や高温度を受けているので、エンジン滑油系統からの高圧油による強制潤滑冷却を受けているが、軸受外部の滑油漏れ防止のためと外部から高温のガスが滑油に入り込まないようにシールが装着されており、黒鉛製のリングを軸のローターのリング溝に軸方向へ並べる形に入れて軸のステーターと共に側面と外周面でシールするカーボン・リング・シール、黒鉛製のリングを軸のステーターのリング溝に入れ、その側面を軸のローターに当てる形とし、軸方向の側面をシールするカーボン・フェイス・シールがタービン軸受に使用されており、軸のローターとステーターの間に金属製のナイフエッジを設けて、その部分を低圧とし、それにより圧縮機からの高圧空気を導くことで、滑油が外部に漏れないようにしたラビリンス・シールが圧縮機軸受に使用されている。また、ジェットエンジン本体での軸受の数は構造により異なるが、軸受の位置においての名称は、ジェットエンジン本体前方から後方にかけて最初の1番目をNo.1とし、次の2番目をNo.2とした順序で呼ばれている。
ジェットエンジンは、内部で連続燃焼を行うため、ホット・セクションの中心部は非常に高温となり、構造材料の耐久性の維持や滑油の炭化防止のため冷却が必要となる。冷却は圧縮機からの抽気（ブリードエア）による空気で行われるが、冷却空気の温度は、高すぎると冷却効果がなく、低すぎると構造材料に熱応力歪を発生させて材質の劣化を招くため、冷却場所の温度に応じて適度な温度差で行われなければならない。一般では、高圧圧縮機のローターやその軸受部のシールの圧力維持には、低圧圧縮機からの抽気による空気が使用され、燃焼室・タービン入口部のタービンノズルガイドベーン・タービン動翼・タービンディスクの高温部には高圧圧縮機からの抽気による空気で行われる。

## ターボジェットエンジンの構成要素
ガスタービン型のジェットエンジンは主に圧縮機、燃焼室、タービン、回転軸およびそれらの周りの吸・排気口やナセルから構成される。さらにそれらに加えて搭載機の用途に応じた特殊な装置・機構が付随することもある。以下でそれぞれの構成要素を説明する。

### 吸気口

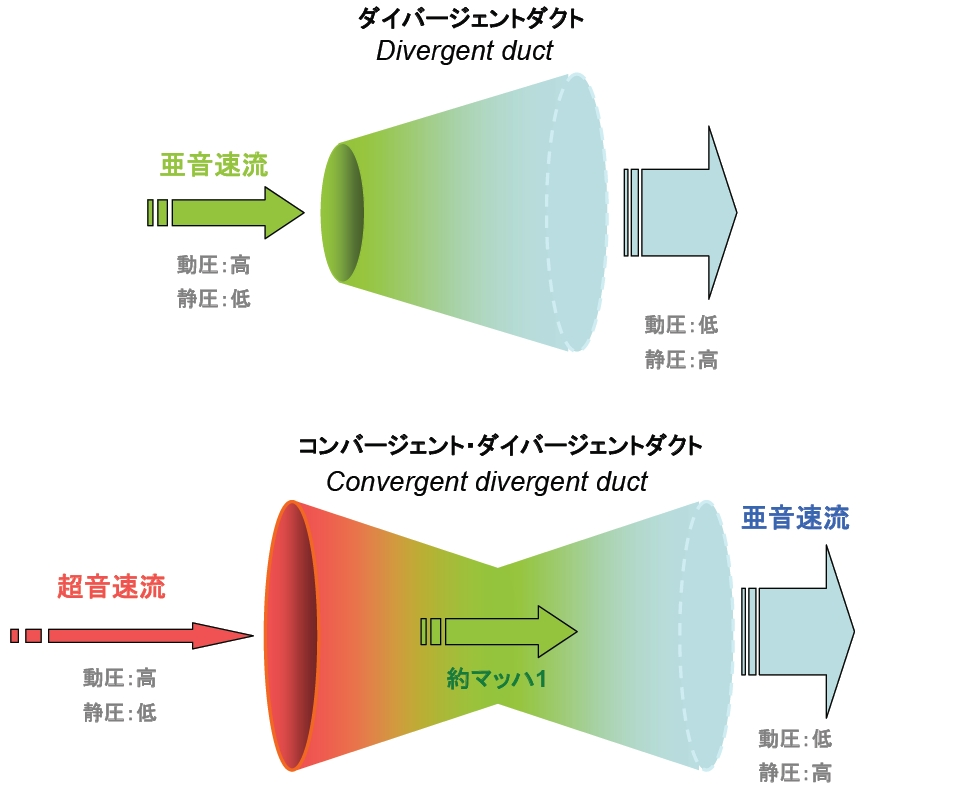
ダイバージェントダクト（上）とコンバージェント・ダイバージェントダクト（下）の模式図

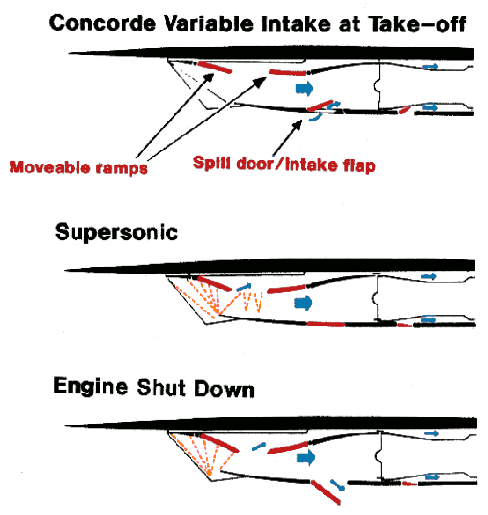
コンコルドの可変吸気口の動作概要。離陸時や亜音速時（上）は多くの空気を取り入れつつダイバージェントダクトを構成し、超音速時（中）にはコンバージェント・ダイバージェントダクトを構成する。

ジェットエンジンに流入する空気はまず吸気口（エアインテーク、またはエアインレット）を通り、吸気ダクトを通過する。吸気口はベンチュリ状の構造を利用して流入空気の動圧を静圧に変換し、流速を減じる役割を担う（ベルヌーイの定理の応用）。流速をマッハ0.5程度まで下げて圧縮機の回転による衝撃波の発生を防ぎ、同時に空気を圧縮する効果を得る。ただし、流速が亜音速（音速以下）か超音速かでベンチュリの果たす役割が逆転するため、亜音速機と超音速機では使用する吸気口が異なる。吸気口はエンジン・ナセルの一部となるのが一般的であり、エンジンメーカーが製造する。機体外板が吸気口の一部となる場合や、吸気ダクトが機体内部となる場合は、機体メーカーが作る。
ダイバージェントダクト (divergent duct)
亜音速機ではエンジン内部に向かってダクト径が広がっていくダイバージェントダクトが用いられる。亜音速流体にベルヌーイの定理を適用すると、ダクト径の広がりと共に動圧（流れによる圧力）が低下し、その分静圧（流れのないときの圧力）が増加するためである。
コンバージェント・ダイバージェントダクト (convergent divergent duct)
超音速機にはダクトの中間部がくびれたコンバージェント・ダイバージェントダクトが用いられる。これは超音速流ではダクト径の変化と動圧・静圧変化が亜音速の場合の逆になるからで、ダクトがすぼまっていくコンバージェント部で流速を音速程度まで減じ、その後に広がるダイバージェント部で亜音速流体の減速・圧縮効果を得ている。ただし、機速が音速に達するまでは全体をダイバージェントダクトとして用いる必要があるため、吸気口の形状を速度によって適宜変化させるための可変吸気口を備えている。可変吸気口のコンバージェント部に使われるのが可変円錐（ショックコーン、マッハコーン、エアロスパイク）と可変傾斜版（ランプ）である。可変ショックコーンは全体が前後に動き円錐斜面がコンバージェント部を形成する。可変ランプは傾斜版の角度を可変にしてコンバージェント部を形成する。超音速時のコンバージェント部での圧縮は、衝撃波を吸気口に集中して行われる。
フィルタ、セパレータ
回転翼機はホバリングなどを行うために前進運動だけの固定翼機よりも地上から巻き上げられる異物をエンジン内に吸入する可能性が高い。レシプロエンジンではエアクリーナーによって吸入空気をろ過していたが、ガスタービンエンジンでは吸入量が大きく別の機構が使われる。ターボシャフトエンジンでは、エアクリーナーに代ってパーティクル・セパレーターと呼ばれる装置によって異物を除去する。パーティクル・セパレーターの代表的なものに多数の小孔を備えたものがあり、孔の中の渦発生ベーンで空気の流れがねじられ、その遠心力で異物を分離し吸入空気から除去する仕組みを持つ。

### 圧縮機

遠心圧縮式ターボジェットの概略図。流入空気はインペラーにより円周方向へ偏向され、その後ディフューザーを通過して加圧される。

軸流圧縮式ターボジェットの概略図。流入空気は複数段のブレード・アンド・ディスクとベーン・アンド・シュラウドの組によりエンジン後方に送られるにつれて圧縮されていく。

吸気口を通過した空気は燃焼室へ送り込まれる前に圧縮機により加圧される。初期のジェットエンジンの圧縮率は大気圧の数倍という小さいものであったが、F-15に搭載されているF100では約30倍、ボーイング777に搭載されているGE90では約40倍という高圧を生み出している。ジェットエンジンに使われる圧縮機には遠心圧縮式と軸流圧縮式の2種類がある。通常、圧縮機は複数設けられ、その数は「段数」で数えられる。また、軸流圧縮機の後段に遠心圧縮機が設置されるような場合もある。
遠心圧縮式 (centrifugal compressor)
流入空気を羽根車（インペラー、impeller）によってエンジン回転軸の遠心方向に90°偏向させ、その遠心力と圧縮機出口に設置されたディフューザーで空気の速度エネルギーを圧力エネルギーに変換することで空気圧力を高める方式である（インペラーとディフューザーの組を1段と数える）。その後高められた加圧空気はマニホールドから燃焼室に送られる。製作が容易で安価であり、構造が簡単で1段当りの圧力比が高く、比較的効率が高い、丈夫で異物の吸入に強い、安全運転範囲が広い、回転数がある程度変動しても効率が落ちないといった利点があり、小出力ならば軸流圧縮式に比べて軽量化が可能である。このような特徴からオハインやホイットルが製作した初期のターボジェットはこのタイプの圧縮機を使用している。ただし、軸流式と組み合わせなければ段数を増やすことが難しく、圧縮比を大きくするためにインペラーの直径を増すと前面投影面積が大きくなる（機体に搭載した場合空気抵抗が増加する）という欠点を持つ。したがって今日の航空機用大推力エンジンにはほとんど用いられない。しかしながら、中型輸送機用ターボプロップや中・小型ヘリコプター用ターボシャフトなどの比較的低出力のエンジンには、その構造の単純さ故に今なお使われている（その場合、軸流式との組み合わせであることも多い）。また、ホンダジェットに搭載されたターボファンエンジンHF120の高圧圧縮機（最終段の圧縮機）にもチタン合金製の遠心式圧縮機が使用されている。ちなみに航空用レシプロエンジンのスーパーチャージャーもインペラーとディフューザーを備える遠心圧縮式である。
軸流圧縮式 (axial compressor)
軸流圧縮機は回転軸と平行方向に空気流路を持つ圧縮機である。大きくわけて、圧縮機ロータ（Compressor Rotor）と圧縮機ステータ（Compressor Stator）の2つの主要部品から構成されている。圧縮機ロータと圧縮機ステータはそれぞれの各段の動翼と静翼が交互になるように設置されており、軸方向の後方に進むにつれて、通路断面積が小さくなっている。また、軸流圧縮機では一列の動翼と一列の静翼の組み合わせを段（Stage）と呼んでおり、これがいくつあるかで「段数」と呼んでいる。流入空気は圧縮機ローターが回転することで動翼と静翼によって空気流の拡散作用により空気圧力の増加が得られて、何段もの動翼と静翼を通過させることで次第に体積が減少して高圧となっていくが、拡散作用で減少した流入空気の速度は回転する動翼により回復するようになっている。大量の空気が処理できること、圧縮機の効率が高く多段化が容易であるため高圧力比を得られる、エンジン直径を小さくすることができる利点があるが、構造が複雑で製作費が高く、異物の吸入で動翼や静翼が損傷を受けるほか、圧力比が回転数と流入空気温度の変化で大きく影響を受ける欠点を持つ。これは、軸流圧縮機の空気流路断面積が圧縮機効率が最高となる設計点に合わせて固定されているためである。動翼（ブレード）と静翼（ベーン）の製作にはコストがかかり、特に動翼はディスクに片端支持のみで固定されるため加工精度いかんでブレードによるフラッターを起こしやすいという欠点がある。このフラッターは静翼の角度を調節することである程度まで対応できるが、回転数は限られる。近年の大型、高出力ターボジェット、ターボファン、ターボシャフトのほとんどはこの軸流圧縮式を用いている。小型のものでは圧縮機の後段の動翼・静翼が小さくなり製造が困難となる。加工精度も高いものでないと空力的悪影響を引き起こし、設計時に想定した要求性能を到達させるのが困難なので、最終段のみ遠心式とする場合もある。
圧縮機ロータは、円盤状のディスク（Compressor Disk）の円周に動翼（Rotor Blade）を取り付けたブレード・アンド・ディスク（Blade and Disk）を回転軸方向に何段も重ねて一体化させたものであり、構造としては、ブレード・アンド・ディスクをスペーサー（Spacer）を使用して重ね合わせた後に、タイロッド（Tie-rod）とハブ（Hub）とで一緒に結合した構造が一般的であり、ブレード・アンド・ディスクとスペーサーを一体構造とし、タイロッドを使用せずに、ボルトを使用して結合した構造のウイング・ディスク（Wing Disk）や何段ものディスクとスペーサーを一体化して、それに動翼を取り付けた構造のドラム・ローター（Drum Rotor）がある。
圧縮機ステータは、圧縮機外側ケースに静翼（Stator Vane）と静翼の支持構造を回転軸方向に何段も重ねて取り付けたものであり、静翼の支持構造としては、固定式ステータ・ベーン構造と可変式ステータ・ベーン構造の2つがある。固定式ステータ・ベーン構造とは、内側はインナ・シュラウド（Inner Shroud）と外側はアウタ・シュラウド（Outer Shroud）と呼ぶ大小2つのリングの間に固定された静翼を取り付けたベーン・アンド・シュラウド（Vane and Shroud）と呼ばれる構造を、圧縮機外側ケースの内面にロータ回転軸方向に何段も取り付けられている。可変式ステータ・ベーン構造とは、内側の支持リンクと外側の圧縮機外側ケースとの間に回転軸を取り付けた静翼があり、回転軸は、圧縮機外側ケースに設けられた孔を介して外部に取り付けられた作動アームと作動リンクで構成された可変ベーン機構と繋がっており、それにより静翼を動かす構造であり、それがロータ回転軸方向に何段も取り付けてられており、エンジンの回転数に応じて可変ベーン機構により静翼の取り付け角度が変わるようになっている。これは、軸流圧縮機において圧力比を高めるためには、段数を増やす必要があるのだが、段数を増やすと安全運転範囲が狭くなり、ストールと呼ばれる動翼の失速現象が頻繁に発生して、始動性や加速性が低下するためであり、軸流式圧縮機の前段部の数段を可変式ステータ・ベーン構造にすることで、ストールを防止するとともに、圧力比をより高めることができる。ほかにも、ストールを防止や圧力比をより高める方法としては、タービンで圧縮機を駆動する1軸式から低圧タービンで低圧圧縮機を駆動し、高圧タービンで高圧圧縮機を駆動する2軸式とした多軸エンジンの採用や、軸流圧縮機の中段や後段部に抽気弁を取り付け、それが始動時や低出力運転時に自動的に開いて、圧縮された空気がこの弁を介して外気に放出されることでストールを防止する抽気がある。また、圧縮機の高圧部から取り出した抽気の空気（ブリードエア）は、防氷や空調、燃焼室に直接火炎が触れることを防いだり、タービンなどの冷却に利用される。

### ディフューザー
圧縮機の後方に位置し、圧縮機出口と燃焼室との間をつないでいる。ディフューザー (Diffuser) は、圧縮機で圧縮された空気の流れを燃焼室で利用するのに適した速度まで落とすため、末広がりのダイバージェント・ダクト形状になっている。圧縮機から送られた空気の速度エネルギーが静圧に変換されるため、ディフューザー出口ではエンジン中でも最も圧力が高くなっている。

### 燃料系統
ジェットエンジンの燃料系統の構成は、エンジンの製造会社（メーカー）、エンジンの大小やエンジンの種類によって異なるが、ここでは、アメリカで製造された中・大型エンジンで使用されている燃料系統の構成を説明する。
燃料は燃料タンク内部に設けられたブースタポンプで加圧された後に非常閉止弁を介して燃料系統に供給されており、燃料系統は基本的に主燃料ポンプ、燃料フィルター、燃料コントロール装置、PアンドDバルブ、燃料マニホールド、燃料ノズルで構成されており、燃料の流れとしては、主燃料ポンプ→燃料フィルター→燃料コントロール装置→PアンドDバルブ→燃料マニホールド→燃料ノズルとなっている。そのほかに、主燃料ポンプと燃料フィルターの間には、燃料の氷結防止のための燃料ヒーターが設けられており、燃料コントロール装置とPアンドDバルブの間には、エンジンの燃料を利用してエンジンの潤滑油の冷却を行う燃料・滑油冷却器と燃料流量を計測してそれを操縦室のエンジン計器盤に送信する燃料流量トランスミッタが設けられている。
燃料コントロール装置（Fuel control unit）は出力レバーの動きや位置に応じて、エンジンに供給される燃料流量を制御する装置であり、出力レバーを急激に上げて加速または下げて減速すると、燃料流量は直ちに増加または減少するが、圧縮機ローターの慣性力により、加速時では、燃料と空気の混合気が濃くなり過ぎて、過濃火炎消失、タービン入口温度の上昇、圧縮機ローターのストールが起こりやすく、減速時では、燃料と空気の混合気が薄くなり過ぎて、過薄火炎消失が起こりやすくなるほか、加減速時に必要以上に燃料流量の増加や減少を抑制するとエンジンの加減速応答性が鈍くなる。そのため、燃料コントロール装置はそれらの起こる領域を避けながら燃料流量の調整を受け持つ機能を有しており、出力レバーの位置が一旦にセットされると、出力レバー位置・エンジン回転数・圧縮機入口温度・大気圧力・圧縮機出口圧力などの基本的入力信号を基に、大気の温度変化に関係なく、自動的に燃料流量を調整して、その位置でのタービン入口温度または回転数を一定に保つ機能も有している。

#### 燃料ノズル
燃料ノズル（Fuel nozzle）は、後述する燃焼室の燃料室ライナに取付けられており、高圧に加圧された燃料を噴霧気化する噴霧式と1次空気とともに燃料が蒸発管の中を通ることで燃料が加熱蒸発して燃焼室内に吹き出す蒸発式があるが、一般的には前者が使用されている。
燃料コントロール装置により、加圧され調整された燃料はコントロール装置と燃料室との間に設けられたPアンドDバルブ（P&D valve）により1次燃料と2次燃料に分配される。1次燃料は、燃料流量が少なく燃料圧力が低いため、エンジン始動時やアイドル運転時において使用され、燃料噴射ノズルでは、始動時での着火を容易にするため、小さいオリフィスから広い角度での噴射と霧化が行われる。2次燃料は、燃料流量が多く燃料圧力が高いため、出力が増加した時に使用され、燃料圧力が一定以上になるとPアンドDバルブに設けられた昇圧弁（Pバルブ）が開いて燃料が流れ、燃料噴射ノズルでは、燃焼室内で均一な燃焼が得られるように、比較的狭い角度での噴射が行われる。
分配された1次燃料と2次燃料は、燃焼室の外周に配置された燃料マニホールドを介して燃料ノズルとパイプで接続されており、燃料マニホールドは、1次燃料と2次燃料を別々のパイプに分けた構造と、1次燃料と2次燃料を同心円の2重パイプとした構造がある。また、
パイプの装着方式にも種類があり、ディフューザーのケース内部に装着した方式とディフューザーのケース外部に装着した方式とがあり、前者では、高温での燃料の炭化の防止のため、パイプの外周を耐熱材のヒート・シールドで覆うなどの処置をしている。

### 燃焼室

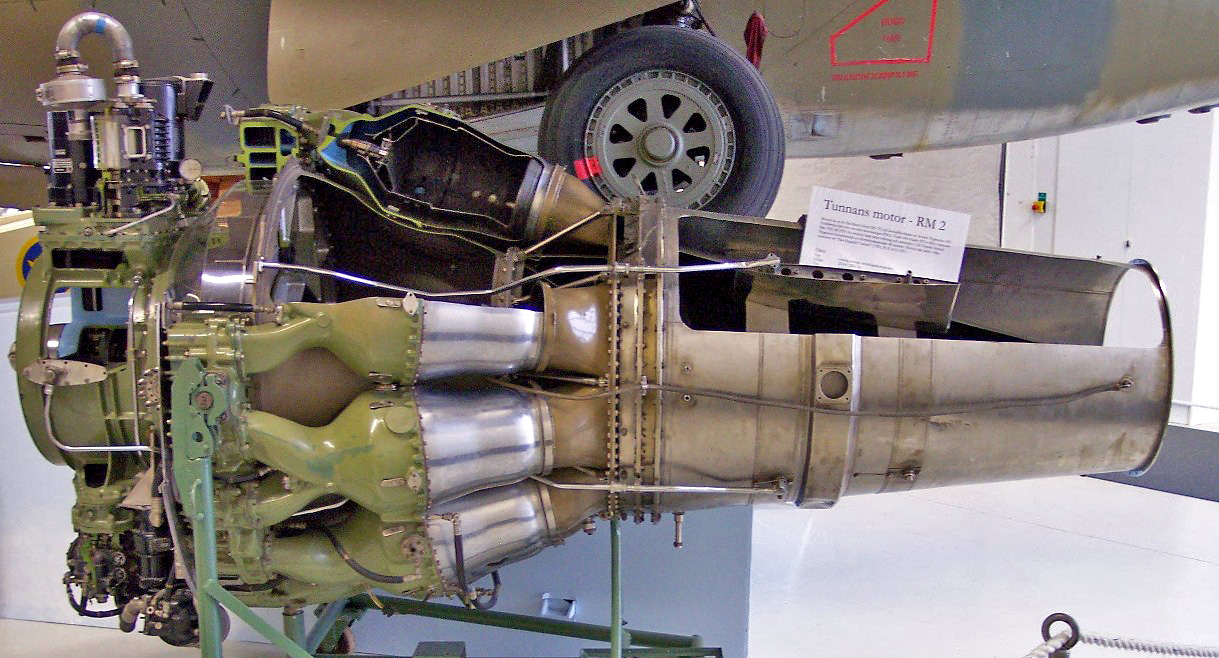
カン型燃焼室を採用した初期のターボジェットであるデ・ハビランド ゴースト。左から右に空気が流れ、銀色の筒状部分が燃焼室後部で燃料室ケーシングや燃料室ライナおよびノズルの配置が確認できる。

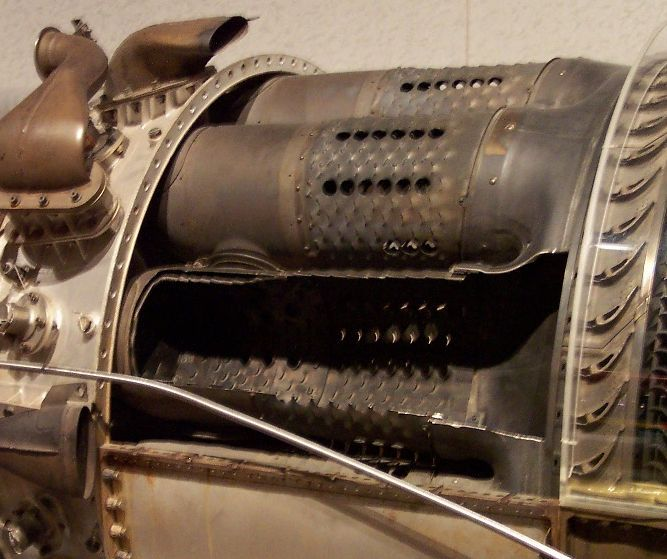
GE J79エンジンのカン型燃焼室

空気の流れから見て圧縮機とディフューザーの後に位置している燃焼室 (Combustion Chamber) の役割は、取り込んだ空気流に熱エネルギーを与えることであり、燃料噴射による火炎を維持しながら適度の流入空気を取り込んで、空気と燃料をすばやく混合して燃焼させ、後に続くタービンや排気ノズルに高温ガスを送り出すことである。燃焼室は、入って来る空気と出て行く燃焼ガスの流れの方向が同じの直流型燃焼室と入って来る空気と出て行く燃焼ガスの流れの方向が逆の逆流型燃焼室があり、前者は中・大型エンジンで使用され、後者は燃焼室をタービン部の外周に置いたリヴァースフロー型燃焼室 (Reverse flow type combustion chamber) と呼ばれており、圧縮機とタービンに遠心式圧縮機とラジアル・タービンを使用した小型エンジンとターボシャフトエンジンで使用されている。
燃焼室にはいくつか異なる形状が存在するが基本的には入れ子状の構造をしており、燃焼室の外形を構成する燃料室ケーシング、燃焼室の内側に円形に配置された燃料室ライナ (Liner)、燃料室ライナの内側に設置され燃料を送り噴射霧化する燃料ノズル、燃料室ライナ内の燃料と空気との混合気に点火させて燃焼させる点火栓で構成されている。燃料室ライナは多数の孔が開けられており、燃焼前の空気の層流で冷却されるように配置されている。なお、始動時に使用される点火栓は燃料噴射ノズルに近い4時と8時付近の2か所に設けられることが多い。
燃料にはジェット燃料が使用され、その主体であるケロシンの理想的な空燃比は15対1であるが、実際に燃焼室の燃料室ライナに送り込まれる空気流量の全量と噴射される燃料の総空燃比（重量比）は40 - 120:1程度である。これでは、コアエンジン部分に取り込まれた空気のすべてを燃料と均質に混合すれば希薄すぎて燃焼できない。そのため、燃焼室ライナの前部では、燃料噴射ノズルの周囲のオリフィスの機能を持った旋回案内羽根（Swirler, スワラー） から、14 - 18:1程度の混合比になるように空気流量の25%程だけが燃焼室ライナで囲われた燃焼領域に取り込まれ、これは一次空気と呼んで区別される。残りの空気流量の75%程は二次空気と呼ばれ、燃焼室ライナの内部冷却と燃焼ガスの希釈、一次空気で完全燃焼しなかった燃料の二次燃焼に利用される。
燃焼室は燃焼領域と混合・冷却領域に分けられており、燃焼室ライナの前部にある燃料噴射ノズルの周囲の旋回案内羽根により旋回渦（スワール）を形成することで、空気の流入速度の減少と火焔伝播速度の増加を図り、空気と燃料は混ざり合い燃焼することで燃焼領域を形成する。燃焼室ライナの冷却も兼ねた二次空気が、燃焼室ライナの孔からその後部にある燃焼領域の下流側に流入することで、混合・冷却領域を形成する。流入する二次空気の流れがその上流である燃焼領域内に環状渦を作り、これが火炎を持続させる効果を生む。混合・冷却領域では空燃比（重量比）が40 - 120:1となり、一次空気で燃焼しきれなかった燃料まで燃焼されると共に二次空気による希釈により出口温度を、後部にあるタービンのタービンノズルやブレードが部分的な高熱で損傷を受けないように許容する温度まで均一に下げる。燃焼直後の燃焼領域のガスは1,600 - 2,000℃程になるが、二次空気と混合希釈される混合・冷却領域で冷却されタービン入口直前では800 - 1,000℃前後まで低下する。
燃焼室直前の圧縮空気の流速は100 - 200m/sであるが、燃焼室ライナはその流れから火炎を保護し、部分的に10 - 20m/s程度に減速された燃焼領域を作り出す。燃焼室ケーシングと燃焼室ライナの間および燃焼室ライナに設けられた孔には空気が流れ、燃焼領域に流れる空気量が調節されるとともに高温に晒されるライナが冷却される。
燃料コントロール装置によって高圧に加圧され、なおかつ調整された燃料はノズルから噴射されて霧状にされる。始動時は圧縮空気の流れの中で、ノズル近くに位置する点火栓の電気火花によって霧状の燃料に点火される。一次空気の持っていた軸方向での運動量は旋回案内羽根によって旋回運動に変換され、燃料ノズルから噴射される霧状の燃料との混合とその初期燃焼に必要な時間だけ旋回しながら燃焼領域の前部を形成する。最初に点火栓によって点火された後は、火炎は自ら燃焼領域内で維持するため、電気火花は始動時だけ放たれる。
エンジンの停止時に燃料が燃焼室内に残留することで、次回の始動時に燃料過多となってホット・スタートや燃焼室の焼損の可能性があるため、底部にドレンバルブを設けてドレンタンクへ残留燃料を排出するようになっている。

#### 形式

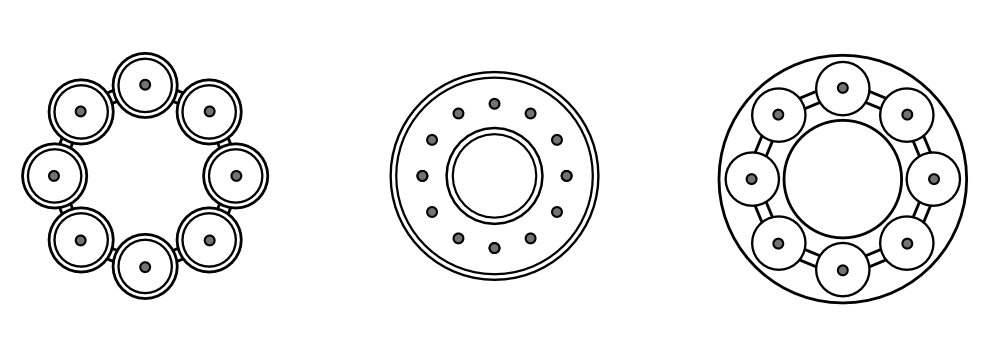
燃焼室の構造の種類
左:カン型 中央:アニュラ型 右:カンニュラ型。この図には描かれていないが、4時と8時付近の2か所の燃料ノズル付近に点火栓が設けられている。

ライナなどで構成される燃焼缶の形状と配置の違いによって燃焼室には3種類の形式が存在する。
カン型
カン型燃焼室 (Can type combustion chamber) では、複数の筒状の燃焼室ライナが輪状に等間隔で配置され、それを包むように燃焼室ケーシング（燃焼室ケース、Combustion case）も個別に設けられる。隣接する燃焼ライナー同士は、始動時に火炎を伝播させるためのインターコネクタと呼ばれる連結管でつながれており2ヶ所からの点火栓により全体に伝えられる。空間の無駄が大きく少し製造が複雑であり、燃焼ライナーごとで燃焼が不均等になりやすく燃焼室出口の温度分布が不均一となる上に燃焼効率も良くなく、高空などで気圧が低くなると燃焼が不安定となりフレーム・アウト（燃焼停止）が発生しやすい欠点などがあり、最近では使用されていない。反面強固な構造であり整備性は良い。
アニュラ型
アニュラ型燃焼室 (Annular type combustion chamber) は、燃焼室に単一のドーナツ状の燃焼室ライナを備えている。燃焼室ライナはおおむね円筒形の内外2枚の金属板より構成され、内側の2枚の間が燃焼領域となる。燃焼室ライナを包むように、燃焼室外側ケースと燃焼室内側ケースより構成される燃焼室ケーシングが設けられる。
アニュラ型は燃焼室ケーシングとその内面に沿った形状の燃焼室ライナの占有空間が、共に厚みを持った円筒形となるため、カン型のような燃焼室ケーシング外部に無駄な空間が存在せず、空気流路も直線的となる。
燃料室の構造が簡単であり全長が短く、燃焼が安定しており吹き消えもなく、燃焼室出口の温度分布が均一であり燃焼室の断面積が前面面積と比べて大きく、対空気流量では燃焼室全体の直径を小さくでき、ライナ冷却のための空気量も少なくて済むため、燃焼効率の向上と排気煙が少なく有害排気の減少に寄与するが、整備性は良くない。
カニュラ型
カニュラ型 (Can-annular type combustion chamber) は、アニュラ型の内側にカン型が置かれた構造である。燃料室ケーシングはアニュラ型と同様であるが、燃料室ライナはカン型の構成になる。アニュラ型とカン型の中間の性能を持つ。
初期のジェットエンジンではカン型が、1960年代にはカニュラ型が採用されていたが、現在では一般的にアニュラ型が主流である。

#### 性能
燃焼室の性能は「燃焼効率」と「圧力損失」「燃焼負荷率」「燃焼安定性」「出口温度分布」「高空再着火性能」「有害廃出物」で示される。
燃焼効率
供給された燃料は完全に燃焼することはなく、エンジン内で生じる熱量は理論的に発生可能な熱量より小さくなる。燃料が燃焼した割合が燃焼効率 (Combustion Efficiency) であり「実際に発生した熱量／供給燃料が理論的に発生可能な熱量」で表される。燃焼室に供給される圧力と温度が高くなるほど理論値に近くなり、実際には海面高度でほぼ100%であり、巡航高度では98%ほどになっている。
圧力損失
燃焼室の入口圧力と出口圧力の比を圧力損失 (Pressure Loss) と呼び、燃焼室での圧力損失は、燃焼室出口圧力の総圧／燃焼室入口圧力の総圧で表される。これは過流や摩擦によって生じるものであり、出来るだけ1に近い方が良いがおおむね0.93 - 0.98であり、失われた圧力が2 - 7%であることを示す。
燃焼負荷率
同じ大きさの燃焼室であればより多くの熱量が生み出せる燃焼室のほうが高い性能であるため、燃焼室の単位当りの空間容積でどれほどの熱量が発生できるかを示す指標として燃焼負荷率がある。燃焼負荷率は燃焼による発熱量／燃焼室内筒容積で表される。アニュラ型が高い燃焼負荷率を持つ。燃焼負荷率の向上を求めて過度に狭い空間で燃焼させると、高熱に曝される耐熱材の耐久性が損なわれる。
燃焼安定性
空気と燃料の混合比である空燃比と空気流量との相関について考える時、大きな熱出力を発生させようと空気流量を増すと、燃焼を継続できる空燃比は狭い範囲に限られ、やがて空気流量が限界を超えると最適な空燃比であっても燃焼は継続できなくなり「フレームアウト」する。これらの特性が燃焼安定性である。燃焼安定性はフレームアウトを起こさない限界の空気流量と希薄限界、濃厚限界からなる。
出口温度分布
燃焼室の出口ではガスの温度分布が均一である方が、後のブレードなどに熱的負担が少なくて済むため、その均一性を出口温度分布として示す。
高空再着火性能
飛行中にフレームアウトを起こした場合は再着火を試みるが、あまりに高空では燃焼室内の圧力が足らずに燃料に点火できない。同様に機速が不足しても圧力が足らずに燃料に点火できないか、仮に点火できても燃焼がタービンや排気部分まで及んで焼損が生じる。逆に機速が大きすぎると空気流量が大きすぎてやはり点火できない。高空再着火性能では、低空も含めた空中での再点火が可能な高度と速度の一定領域を性能として示す。
有害廃出物
環境保護の観点から、運転されるエンジンから排出される一酸化炭素や窒素酸化物といった有害廃出物の量は少ないほうが良く、燃焼室の性能の1つに数えられる。
材質
燃焼室はニッケル系の耐熱合金で作られる。特にライナは二次空気で冷却してもかなり高温になるため、セラミック・コーティングが施されている。

### タービン

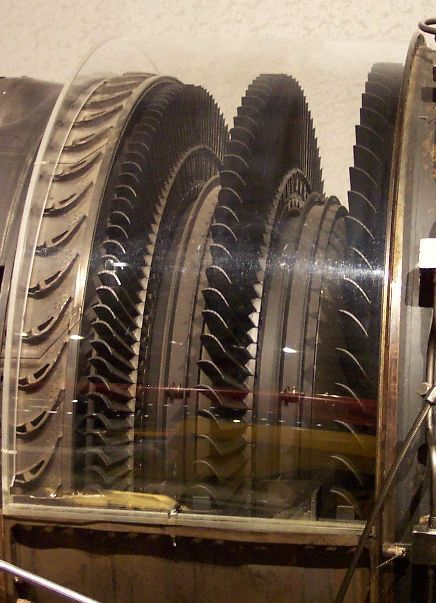
J79の軸流式タービン部

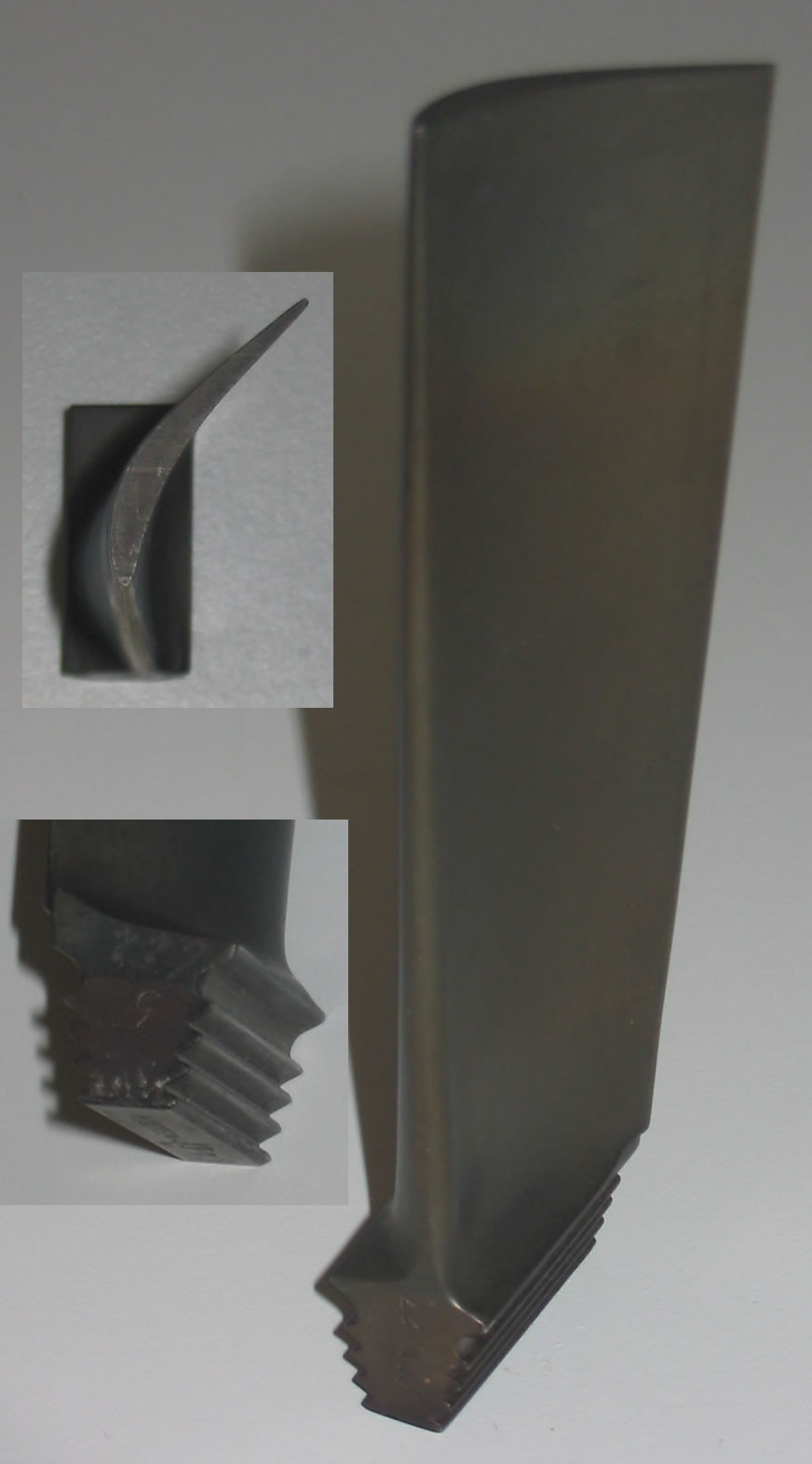
タービンブレード。付け根にはクリスマスツリー状の凹凸構造が設けられている。

タービン (Turbine) は燃焼室から発生した高温高圧の燃焼ガスを膨張させ、その熱エネルギーを圧縮機やファンなどが回転するための機械仕事として取り出すための機構である。燃焼室から出た燃焼ガスの熱エネルギーの内の2/3-3/4は、ジェットエンジンの圧縮機と補機の駆動に使用され、残りの1/3-1/4は、ジェットエンジンの推力やターボプロップエンジンまたはターボシャフトエンジンの軸出力に使用される。タービンは大きく分けてラジアル・タービン（Radial Flow Turbine）と軸流タービン（Axial Flow Turbine）の2種類がある。タービンは過酷な環境の中で動作させるためにさまざまな工夫を必要とし、エンジンの他の部分に比べて入念な検査と頻繁な交換が行われる。
ラジアル・タービン (Radial Flow Turbine)
ラジアル・タービンは遠心圧縮機と構造や外観がほとんど同じであるが、ガスの流れる方向は正反対である。遠心圧縮機のインペラーに対応するものはラジアル・タービンではタービン・ホイール（Turbine Wheel）に相当する。遠心圧縮機のディフューザに対応するものがラジアル・タービンのノズル（Nozzle）に相当する。ラジアル・タービンのガス流体はタービンの外から中心に向かって流れ、タービン・ホイールを回転させて直結するエンジン・シャフトを回転させる。ラジアル・タービンは軸流タービンと比べ構造が簡単で製作も容易であるが、大型化するとタービン・ホイールに働く遠心力が過大になるばかりでなく、作動流体にも遠心力によって進行方向と逆向きの力が過大になり効率が悪くなる。このような理由から航空ジェットエンジンにラジアル・タービンを採用することは最近ではなくなった。
軸流タービン（Axial Flow Turbine）
軸流タービンは回転軸と平行方向にガス流路をもつタービンである。構造的・外観的にも軸流圧縮機によく似ており、回転部分のタービン・ロータ（Turbine Rotor）とエンジン側に固定された静止部分のタービン・ステータ（Turbine Stator）に大別される。タービン・ロータは、タービン動翼（Turbine Blade）を円盤状のタービン・ディスク（Turbine Disk）の円周に取り付けたブレード・アンド・ディスク（Blade and Disk）を構成しており、それをさらに圧縮機よりは少ない数段程度に軸方向に重ねて一体化させたものである。最近のタービン動翼は、先端断面をT字型にさせたシュラウド付きのものが多く採用されている。これはブレードのフラッター防止とガス漏れの抑制を狙って開発されたものである。
タービン・ステータはタービン・ノズル（Turbine Nozzle）とも呼ばれ、翼断面を持つ多数のノズル・ガイド・ベーン（Nozzle Guide Vane）の外径側端部を円筒状のアウタ・ノズルサポートに環状に嵌め込み取り付けられる。ベーンの内径側端部の固定方法は主に2種類あり、円筒状のインナ・ノズルサポートで支持する方法と、リング状のインナ・シュラウドで支持するベーン・アンド・シュラウド構造を採用する方法がある。ノズル・ガイド・ベーンは、インナとアウタ両方のノズルサポートに数段取り付けられるのが一般的である。
| 反動タービンのタービン・ノズルとタービン動翼の段の構成とそこを流れる燃焼ガスの流れの速度と圧力の変化。A燃焼ガスの絶対速度、Bタービン動翼の回転速度、C燃焼ガスのタービン動翼に対する相対速度、P燃焼ガスの圧力、破線は燃焼ガスの流入経路、タービン動翼の下の黒色の矢印は動翼の回転方向、  |  | 衝動タービンのタービン・ノズルとタービン動翼の段の構成とそこを流れる燃焼ガスの流れの速度と圧力の変化。A燃焼ガスの絶対速度、Bタービン動翼の回転速度、C燃焼ガスのタービン動翼に対する相対速度、P燃焼ガスの圧力、破線は燃焼ガスの流入経路、タービン動翼の下の黒色の矢印はタービン動翼の回転方向、  |
| 反動タービンのタービン・ノズルとタービン動翼の段の構成とそこを流れる燃焼ガスの流れの速度と圧力の変化。 A燃焼ガスの絶対速度、Bタービン動翼の回転速度、C燃焼ガスのタービン動翼に対する相対速度、P燃焼ガスの圧力、破線は燃焼ガスの流入経路、タービン動翼の下の黒色の矢印は動翼の回転方向、 |  | 衝動タービンのタービン・ノズルとタービン動翼の段の構成とそこを流れる燃焼ガスの流れの速度と圧力の変化。 A燃焼ガスの絶対速度、Bタービン動翼の回転速度、C燃焼ガスのタービン動翼に対する相対速度、P燃焼ガスの圧力、破線は燃焼ガスの流入経路、タービン動翼の下の黒色の矢印はタービン動翼の回転方向、 |

軸流タービンは軸流圧縮機と同じように、1列のタービン・ノズルと1列のタービン動翼との組み合わせにより段を構成しており、タービン・ノズルが前の配置、タービン動翼が後ろの配置となっている。タービン・ノズルは流出ガスがタービン動翼に対し最適な角度で衝突するように流れの方向を変える働きを持っており、タービン・ノズルの最狭流路部の断面積の総和であるノズル面積が小さ過ぎると、エンジンの最大出力時において、流出ガスの流れがせき止められて圧縮機のストール（失速）が発生しやすくなり、逆に大き過ぎると、タービン効率が低下して、燃料消費率の増加と排気ガス温度（EGT）が上昇する、そのため、タービンを設計する場合には最も重要な部分である。
軸流タービンには、タービン・ノズルとタービン動翼で圧力エネルギーを速度エネルギーに変換して、燃焼ガスを膨張・減圧させる反動タービン (Reaction turbine) とタービン・ノズルだけで圧力エネルギーを速度エネルギーに変換して、燃焼ガスを膨張・減圧させる衝動タービン (Impulse turbine) がある。
反動タービンは、タービン・ノズルとタービン動翼では、その間の流路断面が出口に向かって先細になっており、タービン・ノズルは燃焼ガスの絶対速度の変化により燃焼ガスを膨張・減圧させ、タービン動翼は燃焼ガスの動翼に対する相対速度の変化によるガスの膨張・減圧による反動力とタービン・ノズルから出る燃焼ガスの衝撃力により、タービン動翼を回転させタービン・ローターに回転力を与えるが、衝動タービンは、タービン・ノズルのノズルの間の流路断面が反動タービンと同じく出口に向かって先細になっており、燃焼ガスの絶対速度の変化により燃焼ガスを膨張・減圧させるが、タービン動翼はその間の流路断面が一定であるため、ガスの膨張・減圧による反動力は発生せず、燃焼ガスのタービン動翼に対する相対速度と圧力は入口と出口で一定である。そのためタービン動翼は、タービン・ノズルから出る燃焼ガスの衝撃力だけでタービン動翼を回転させタービン・ローターに回転力を与える。しかし、動翼は、根元から先端に行くほど周速度が半径に比例して増加するため、タービン動翼に対する燃焼ガスの相対速度は根元から先端に行くほど減少する。それを防止するため、動翼のタービン・ブレードを先端部では反動度50%のタービンとし、根元部では衝動タービンとしてブレード形状にひねりが加えられており、先端側と根元側で角度が変えられている反動衝動タービン (Reaction–impulse turbine) となっているのが一般的である。
現在一般的な2軸式エンジンの場合には、圧縮機ロータとタービン・ロータをそれぞれ低圧用、高圧用に2つに分割し、おのおのお互いに機械的に独立した2本の軸で駆動する。2本の軸は、内側に低圧用、外側に高圧用の2重の中空パイプで構成され、それぞれの中空パイプは軸受けを介し支持され機械的に独立している。燃焼器直後に設置される高圧タービンにより高圧圧縮機が回転する。高圧タービンの後部に設置される低圧タービンにより低圧圧縮機が回転を行う。またターボファンエンジンの場合はファン・セクションを持ち、現在一般的な2軸式エンジンの場合、ファン・セクションは圧縮機セクションに含まれ低圧圧縮機と一体で回転を行う。ターボシャフトエンジン出力軸は、圧縮機駆動用タービンの更に後部にフリータービンと呼ばれる専用のタービンを追加して、それに直結させるか減速機を介して接続されるのが一般的である。
タービンブレード
タービン部入口温度が高ければ高いほど出口へ向かう過程での膨張比が大きくなり、圧縮機の圧縮比が高くできることによりエンジン効率は向上する。このためタービンブレードは高温に曝されながら同時に遠心力や振動に耐えうる能力が求められ、その材質や構造には特別な注力が払われている。
実際の膨張仕事と理想的な膨張仕事との比をタービン断熱効率またはタービン効率と呼ばれ、21世紀現在では90%以上に達している。
タービン・ブレードの材質にはニッケル合金やコバルト合金といった耐熱合金が用いられ、近年ではさらなる高温に耐えうるセラミック製や、溶融した金属の凝固時に温度管理を厳密に行う事で結晶化する方向を揃えた一方向凝固や単結晶凝固のブレードも使用されている。
特に燃焼室側に近いタービン入口部の最初の数段のブレードは高効率な冷却機構を備えている。多くの場合はブレード内部に分割された空洞があり、そこへ圧縮機からバイパスされた圧縮空気がローター取り付け部より導入される。このバイパス空気を通してブレード内部を空洞を通して対流冷却するコンベクション冷却は最も基本的な方式であり、さらに内部を冷却したバイパス空気をブレードの翼表面や後縁部の細孔から流出させて断熱層を作り外部からもブレードを冷却するフィルム冷却方式とするものもある。その他にも、ブレードの前縁部分内部に、小さな横笛状のパイプを取付け、そこにバイパス空気を通してその孔から冷却空気を流出させ、ブレード前縁内部を集中的に冷却するインピジメント冷却。ブレード全体を多孔質材料で製作して、その内部にバイパス空気を通してブレード全体から冷却空気を流出させて、ブレードを冷却するトランスピレーション冷却がある。実際にはブレードの冷却機構の多くがコンベクション冷却とフィルム冷却を組合せた方式で、ブレード内に仕切られた空洞を作り流路を複雑にすると共に強度を保つようにしている。ブレードの穿孔にはレーザーなどを用いた高精度加工法が用いられる。ただしいずれも高度な加工技術を必要とし、消耗品であるブレードに適用するとコスト高となる。
ブレードの取り付け部には高温で生じる不均一な膨張によって熱応力がかかるため、クリスマスツリーやファーツリーと呼ばれるジグザクに入り組んだ噛み合わせ形状によって、熱膨張に対しても適当な逃げを持ち、ブレード根本への応力歪の集中を防ぐ工夫がなされている。これを、ディスクの外周部の同一形状をした溝にはめ込んで、さらに、回転中にブレードが軸方向に抜け出ないようにリベットで固定されている。そのため、運転終了後にジェットエンジンが冷えるとクリスマスツリー部分の隙間が広がる仕組みになっている。
タービン・ノズル
タービン・ノズルはタービンの静翼であるノズル・ガイド・ベーンが多数環状に取り付けられている。動翼と同様に高温に曝されるために1段目や2段目までが空冷タービン翼構造になっているものが多い。
タービン・ケース
タービン部は熱による膨張と収縮によって各部の大きさと位置が変化し、特にブレードとケースの隙間はタービン効率に大きく影響する。タービン・ケースはエンジンの最大出力時にタービン・ブレードとの隙間が最小になるように設計されているが、巡航時等ではブレードに比べてケースの膨張が大きくなり、隙間が広がるため、アクティブ・クリアランス・コントロール・システムと呼ばれる、空気を吹き付けることでケースを冷却して適正な大きさにする仕組みが備わっている物が多い。

### 排気口

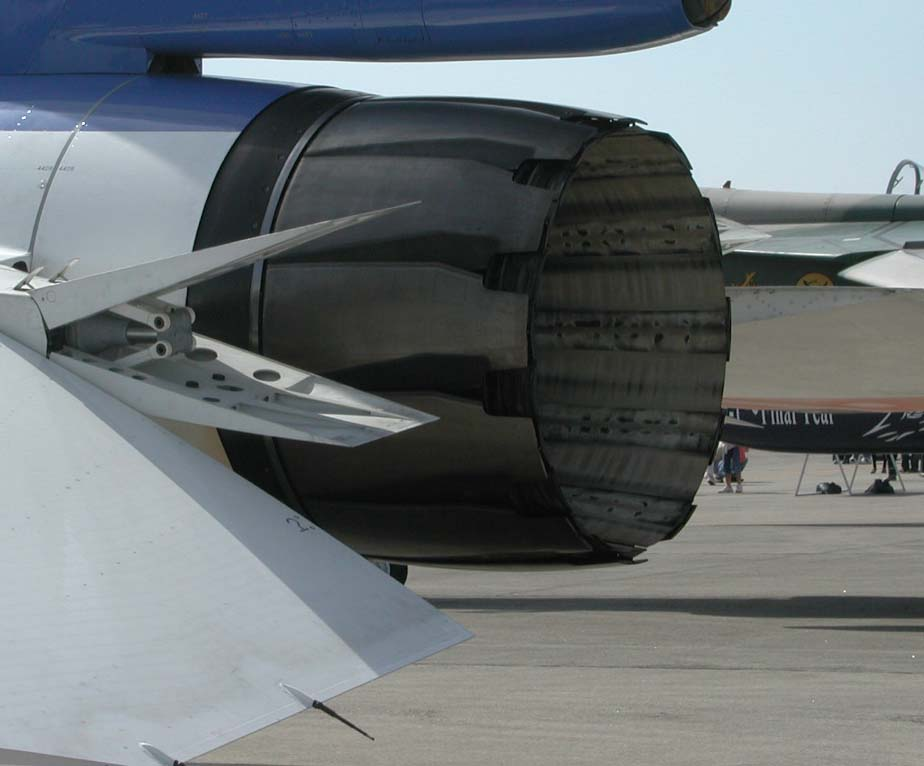
F-2に搭載されているF110-IHI-129の可変ノズル

排気口または排気ノズル (exhaust nozzle) は排気ガスを整流し、吸気口とは逆に静圧を動圧に変えて気流速度を高める役割を担っている。亜音速機では、出口側でノズル径が小さくなるコンバージェントノズルが用いられる。超音速機では、亜音速飛行時にはコンバージェントノズルに、超音速飛行時にはコンバージェント・ダイバージェントノズル（ラバール・ノズル）になる可変ノズルが用いられ、いずれも原理は吸気口の場合の逆となる。高温の排気に晒されるため、材質と構造に高度な技術と設計が要求される。
新しい戦闘機の一部には、可変ノズルとはまた別に推力偏向ノズルを備えたものも存在するが、それらはノズル方向を変えることで推力の発生方向に自由度を持たせるものであり、従来の機体では不可能であったような機動を実現させている。

#### アフターバーナー
一部のターボジェットやターボファンはアフターバーナーと呼ばれる仕組みを持つものがある。アフターバーナーでは、これに適するように延伸されデフューザーを備えた円筒状ノズルの上流部に燃料噴射ノズル、または燃料スプレーバーを設けて燃料をタービンからの排気に噴霧し、再び燃焼させることで推力を増している。アフターバーナーは主に超音速飛行する航空機に搭載され、離陸時や緊急時の加速性の改善に使用され、超音速飛行のために使用されることもある。特にターボファンエンジンは排気流の速度が低く抑えられるため、アフターバーナーを追加する事によって高速性を補償する。
高温の排気に燃料を噴射するという仕組上、非常に燃料消費率が悪く、騒音や有害ガスの発生といったデメリットも大きい。超音速機であっても燃料の消費が大きいため、緊急時以外には超音速飛行は行わずに、亜音速/遷音速領域での加速性能の向上が主目的となっているものが多い。超音速巡航（スーパークルーズ）を実現するためには、アフターバーナーを使用せずに音速を突破できることが求められる傾向がある。

### 逆推力装置

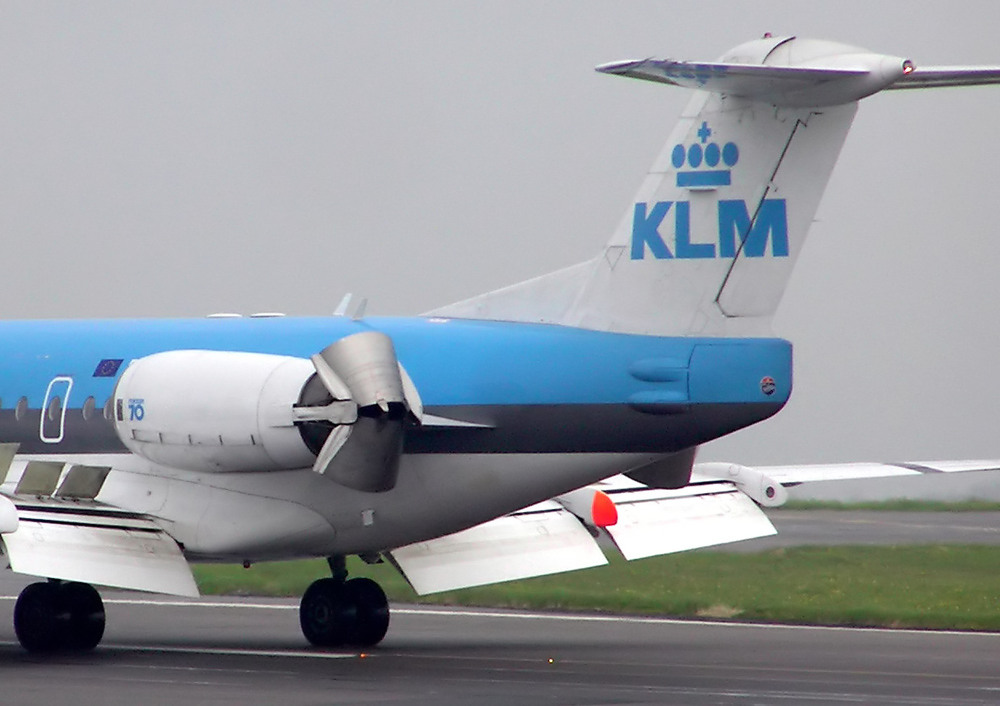
ハの字型のスポイラー・ドアをノズル後方に備えるフォッカー 70

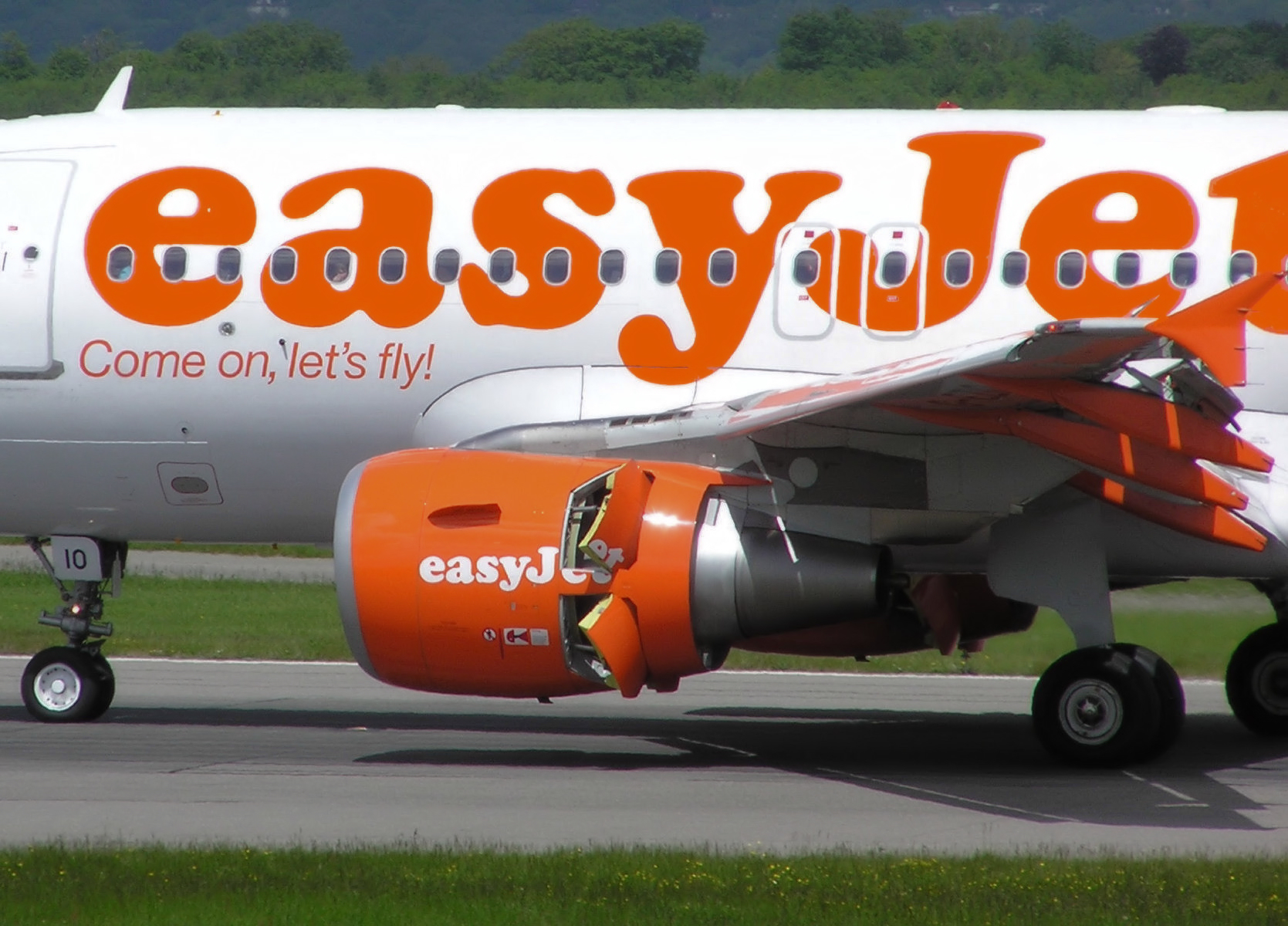
ファン経由のバイパス流をナセル側面から前方に偏向させるドアを持つエアバスA319

ほとんど全ての旅客機用ジェットエンジンと軍用エンジンのいくつかは、主に着陸滑走距離の短縮化のために逆推力装置や逆噴射装置、スラストリバーサと呼ばれる機構を備える。逆噴射装置はエンジン出力レバーに取付けてある逆推力レーバーを操作することで作動して、エンジン排気、またはファンによるバイパス流をエンジン前方に偏向することで後方への推力を発生させ、着陸時の機速を減少させるために用いられる。逆噴射装置により実際に利用できる逆推進力は離陸推力の40-50%である。機速を遅くなるまで使用していると、エンジン後部からの排気ガスが再びエンジンに吸入されることでエンジンが停止する再吸入ストールが発生する。
ターボジェットや低バイパス比のターボファンでは排気ノズルの後ろでハの字型スポイラー・ドアを展開するクラムシェル・ドア型や排気ノズルのケース側面にリバーサドアを取付けて、ブロッカドアが後部へ向かう空気の流れを遮断すると同時にリバーサドアのカウルが開いて、側面に開口部が生まれて、ここからカスケードベーンを介して偏向された高温排気そのものを斜め前方に偏向するターゲット型のタービン・リバーサが多い。
一方、高バイパス比のターボファンではファンでバイパスした空気流のみを斜め前方に偏向するファン・リバーサが主体である。ファン・リバーサでは、エンジン・ナセルのファンケース側面にトランスレートカウル（リバーサドア）が取り付けられており、これと連動するブロッカドアが後部へ向かう空気の流れを遮断すると同時にトランスレートカウルが後方へスライドすることでファンケース側面に開口部が生まれ、ここからカスケードベーンを介して偏向されたファンエアが斜め前方に噴出される。バイパスした空気流が大きいので、大きい逆推力が得られる。なお高バイパス比ターボファンエンジンは、タービン・リバーサを持たないものが多く、その理由は、タービン・リバーサの発生逆推力が全逆推力の20 - 30%程度であるのと、タービンからの高温高圧の排気にさらされるため故障発生率が高く、それを無くすことで故障発生率が減少し、エンジンの自体の重量が減少して燃料費の節減になるなどがある。
なお、旅客機が空港でエプロンから離れる際にスラストリバーサによって後進を行うこと（パワーバック）も不可能ではないが、騒音問題や設備への悪影響、および舞い上がった異物を吸引してしまう危険性が懸念されるため、後進にスラストリバーサーを使用することは日本では禁止されている。米国でもエンジンが胴体後方についている旅客機で認められているに過ぎない。そのため旅客機の後退はトーイング・トラクタという大型自動車と前輪などを金属棒で接続しプッシュバックすることで行われ、タキシングの方向にあわせて機首の方向を変えられる。また、着陸時の使用でもエンジン内への異物混入の原因となるので、積雪などの場合を除き約60ノット（100km/h程度）まで減速したら使用を停止し、その後は車輪ブレーキを用いて減速・停止する。

### アクセサリー・ドライブ
エンジンの回転力を利用する補機の一群は、アクセサリー・ドライブ・ギア・ボックスという名前の単一ユニットでまとめられ、圧縮機かファンケースの下部や側面、又は上部といった位置に備えられている。圧縮機軸から傘歯車と垂直軸で構成されたギアボックス駆動軸を介して駆動される。多くの場合、以下の補機類が含まれる。
- トランスファーギア・ボックス
- 燃料ポンプ
- 燃料コントロール装置
- 主滑油ポンプ、排油ポンプ、滑油フィルタ、調圧弁
- 電動始動機（直流モーター）またはアルタネータ（発電機/電動スタータ）
- ニューマテック・スターター（空気圧スタータ）
- 油圧ポンプ
- 交流発電機とCSD（発電機定速駆動装置）

電動始動機、アルタネータ、ニューマテック・スターターはエンジン始動時において使用される始動装置（スタータ）である。燃料ポンプと燃料コントロール装置は燃料系統で使用される。主滑油ポンプ・排油ポンプ・滑油フィルタ・調圧弁は滑油系統で使用される。交流発電機とアルタネータの発電機での使用時では機体側への電気・電子系統への電力を供給するために使用され、CSDを介して一定の回転速度で回転する、油圧ポンプは機体側への油圧系統に圧力油を供給するために使用される。
エンジンによっては整備性などのために滑油ポンプ類をアクセサリー・ギア・ボックスには含まずに、別にギアで接続した形式のものもある。こういったエンジンとギアで接続された補機類を総称して「アクセサリー・ドライブ」と呼ぶ。
回転翼機のターボシャフトエンジンでは、エンジン停止時でも油圧による操縦性を維持しながらオートローテーションが行えるように、油圧ポンプはアクセサリー・ギア・ボックスには含まれずに、メインローター側のトランスミッションに接続されている。

### 始動系統
エンジンを始動させるには、始動機を使用して圧縮機を外部から機械的に回転させ、燃料と空気を燃焼室に送り込み、そこで燃料と空気の混合気に点火して燃焼させた後に、エンジンが自立運転できるアイドリング速度まで圧縮機を回転させる。
通常はニューマテック・スタータと呼ばれる小型の空気タービンを機体に装備されたAPUからの高圧の圧縮空気で駆動するか、地上の設備設備からの高圧の圧縮空気を供給することで回転させる。ニューマテック・スタータには、軸流式とラジアル式があり、軸流式では、タービン翼車、遊星歯車減速機構、ラチェット歯車式クラッチ、出力軸から構成され、スターター空気閉止弁が開くと、高圧の圧縮空気がタービン翼車を通り、遊星歯車減速機構でタービン翼車出力軸の低トルク高回転を高トルク低回転に変換して出力軸に伝達する仕組みとなっており、エンジンの回転数が一定以上になると、遠心力によりラチェット歯車式クラッチのかみ合いが外れて、エンジンとニューマテック・スタータの機械的な繋がりが断たれる。また、スターター空気閉止弁は、ニューマテック・スタータの回転数が一定以上になると、内部のフライ・ウエイト開閉スイッチにより、自動的に閉じてニューマテック・スタータを安全に停止させる。両者ともアクセサリー・ドライブ・ギア・ボックスとギアボックス駆動軸を介して圧縮機軸を外部から機械的に回転させる。地上の設備からの高圧の圧縮空気を供給する場合では、それを作り出すコンプレッサは起動車に搭載されており、必要に応じて航空機に横付けし起動後は撤収する。
超軽量ジェット機等に搭載される小型エンジンには、ピストンエンジンの様にセルモーターで直接始動できる物もある。

### 点火系統
エンジンの燃焼室内での燃料と空気による混合気への点火には、点火栓による電気火花により行われる。点火系統に使用されている電源には、機体に搭載されているバッテリーの直流28Vまたは機体の電気系統に使用されている交流115V400Hzが一般的に使用されており、点火装置の出力エネルギーの大きさはジュールで表される。点火系統はエンジンの始動または飛行中での燃焼室内の燃焼停止（フレームアウト）が発生した時の再着火に使用されており、エンジンが正常な運転状態になれば作動を停止している。また、点火系統には使用に時間的制限のある高エネルギー系統の間欠作動系統と時間的制限のない低エネルギー系統の連続作動系統とがあり、その2種類の系統を別々に組み込んでおいて始動時には間欠作動系統を使用し、離着陸中や着氷気象条件または荒天中の飛行では燃焼停止（フレームアウト）の予防に連続作動系統を使用して使い分けている場合と連続作動系統だけを組み込んで両者に対応している場合とがある。
実際の点火系統では、点火栓に高温高エネルギーの強力な電気火花を出力するため、機体側の低圧電源を高圧電源に変換するイグニッション・エキナイター、イグニッション・エキナイターと点火栓を接続している高圧電線のハイテンション・リード、先にある中心電極と円周電極との間のギャップが環状になっている点火栓で構成されており、イグニッション・エキナイター内の電気系統を2系統とし、そこから2本のハイテンション・リードを介して2本の点火栓に接続し、2系統でエンジンに装備することで、1つの系統が故障しても、もう一方の系統のみで点火ができるようにしている。

### 滑油系統
ジェットエンジンに使用されているオイル（潤滑油）は主にエンジン軸受部とアクセサリー・ドライブ・ギヤ・ボックス内にある補機駆動軸受部の潤滑と冷却で使用されており、搭載されたポンプを使用して供給する圧力給油方式である。滑油系統は圧力油系統・排油系統・ブリーザ系統の3つの系統と指示系統がある。

#### 圧力油系統
一定の温度と圧力とに保たれた潤滑油を所定の場所にある軸受部に適切な流量を供給する系統であり、人間の血液系統で言えば動脈に相当する系統である。この系統には、潤滑油を溜めとく滑油タンク、潤滑油を加圧する主滑油ポンプ、潤滑油中の不純物を取り除くフィルター、潤滑油圧力を一定に調整する圧力調整弁、潤滑油を冷却して滑油温度を一定に保つ滑油冷却器、一定流量の潤滑油を所定の軸受部に噴射する滑油ノズル、それらを互いに接続しているパイプ・ホース・その他の油路で構成されている。

#### 排油系統
軸受部での冷却と潤滑を終えた潤滑油を滑油タンクに戻す系統であり、人間の血液系統で言えば静脈に相当する系統である。この系統には、潤滑油を滑油タンクに戻す排油ポンプ、排油ポンプと滑油タンクとを結ぶパイプ・ホース・その他の油路で構成されている。

#### ブリーザ系統
軸受部の圧力を常に大気圧にすることで、飛行中の高度変化に対応して、一定の差圧に保つことで、エンジンの潤滑油系統の適切な滑油流量と排油ポンプの機能を維持するものである。この系統には、各軸受部と大気への開口部とを結ぶパイプ・ホース・その他の油路と潤滑油が開口部から大気中に流出するのを防ぐとともに圧力だけを逃がす滑油分離器で構成されている。

#### 指示系統
エンジン内の滑油系統の作動状況を指示する系統であり、操縦席の計器盤に計器で指示する。一般には、滑油圧力計、滑油温度計、滑油容量計、低滑油圧力警報灯、主フィルター閉塞警報灯などがある。
潤滑油は滑油タンク→主滑油ポンプ→主フィルター→調整弁→滑油冷却器→各軸受部にあるフィルター→滑油ノズル→軸受部→排油ポンプ→滑油タンクの経路で循環する方式と滑油タンク→主滑油ポンプ→主フィルター→調整弁→各軸受部にあるフィルター→滑油ノズル→軸受部→排油ポンプ→滑油冷却器→滑油タンクの経路で循環する方式があり、前者は軸受部からの高温の排油が冷却されず直接に滑油タンクに戻る方式でありホット・タンク・システムと呼んでおり、後者は軸受部からの高温の排油が冷却された後に滑油タンクに戻る方式でありコールド・タンク・システムと呼んでいる。

## ジェットエンジンの種類
ジェットエンジンは便宜的に以下のような種類に分けられる。
- 狭義のジェットエンジン（索引）
  - ターボジェットエンジン（ピュアジェットエンジン）
  - ターボファンエンジン
    - ギヤードターボファンエンジン
- 広義のジェットエンジン（索引）
  - (狭義のジェットエンジン分類される物。)
  - ターボプロップエンジン
  - プロップファン
  - ターボシャフトエンジン
  - ラムジェットエンジン
    - ターボ・ラムジェットエンジン（高バイパス比ターボジェット）
    - スクラムジェットエンジン

  - パルスジェットエンジン
  - 外部動力圧縮ジェットエンジン（モータージェット）
  - 上記以外の特殊なジェットエンジン

以下、上記の項目を個別に説明する。

### ターボジェットエンジン
タービンの回転力により圧縮機を駆動して空気を圧縮し、その燃焼によって得られる排気流のみで推力を得る純粋なジェット推進式エンジン。ガスタービン型のジェットエンジンとしては最も基本的なもので、フランク・ホイットルやハンス・フォン・オハインが製作した初期のジェットエンジンもこのタイプであり、第二次世界大戦前後に研究・開発が飛躍的に進んで一気に普及した。ただし、排気流速がエンジン搭載機の速度より遥かに大きいために効率が悪く、後述するターボファンエンジンが完成するとそれに取って代わられていった。ジェット流量が1軸式ガスタービンの回転数と一体となり出力調整が自由に出来ない。
採用例
1939年に初飛行したHe178への搭載に始まり、第二次世界大戦中にはドイツで未熟ながらも実用化された。初期のものは耐久時間が短く、低推力・高燃費で安全性にも問題を抱えていたが、朝鮮戦争が始まる1950年頃には一応完成の域に達し、1952年にはイギリスで世界初のジェット旅客機コメット1の運用が開始された。その後も改良が続けられアフターバーナーの使用と共に戦闘機や一部旅客機（コンコルド、Tu-144）の超音速飛行を可能たらしめたが、騒音や排煙（初期のジェット旅客機は黒煙を排出していた）、燃費の問題からターボプロップやターボファンが実用化されると順次交代していった。ベトナム戦争ではターボジェット戦闘機F-4やMiG-21が活躍するものの、それ以降は戦闘機といえど低バイパス比のターボファンが一般化し、現在では純粋なターボジェットの需要はほとんどなくなっている。

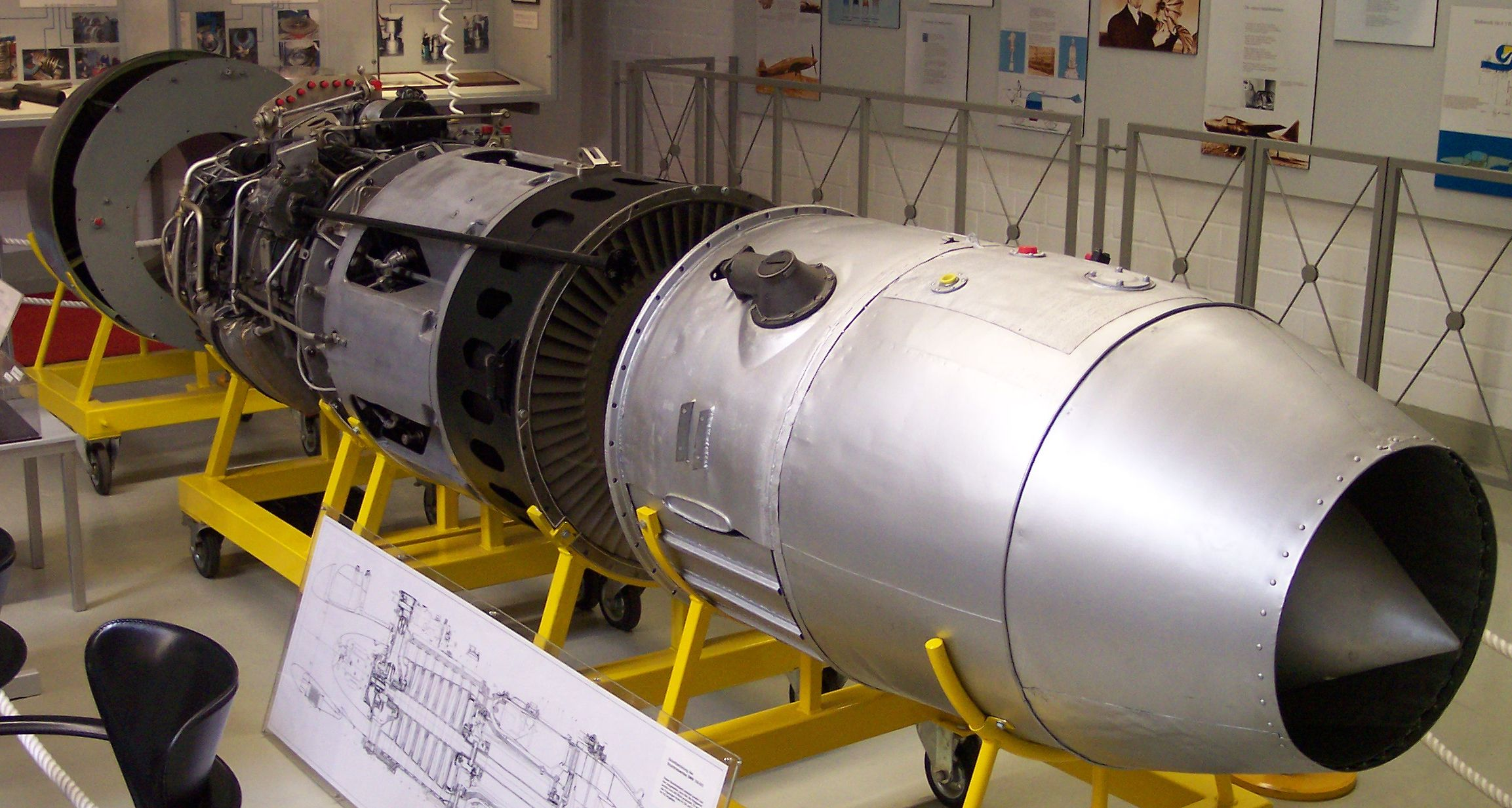
Me262やAr234に搭載され、戦後旧ソ連のジェットエンジン開発に影響を与えたユモ004
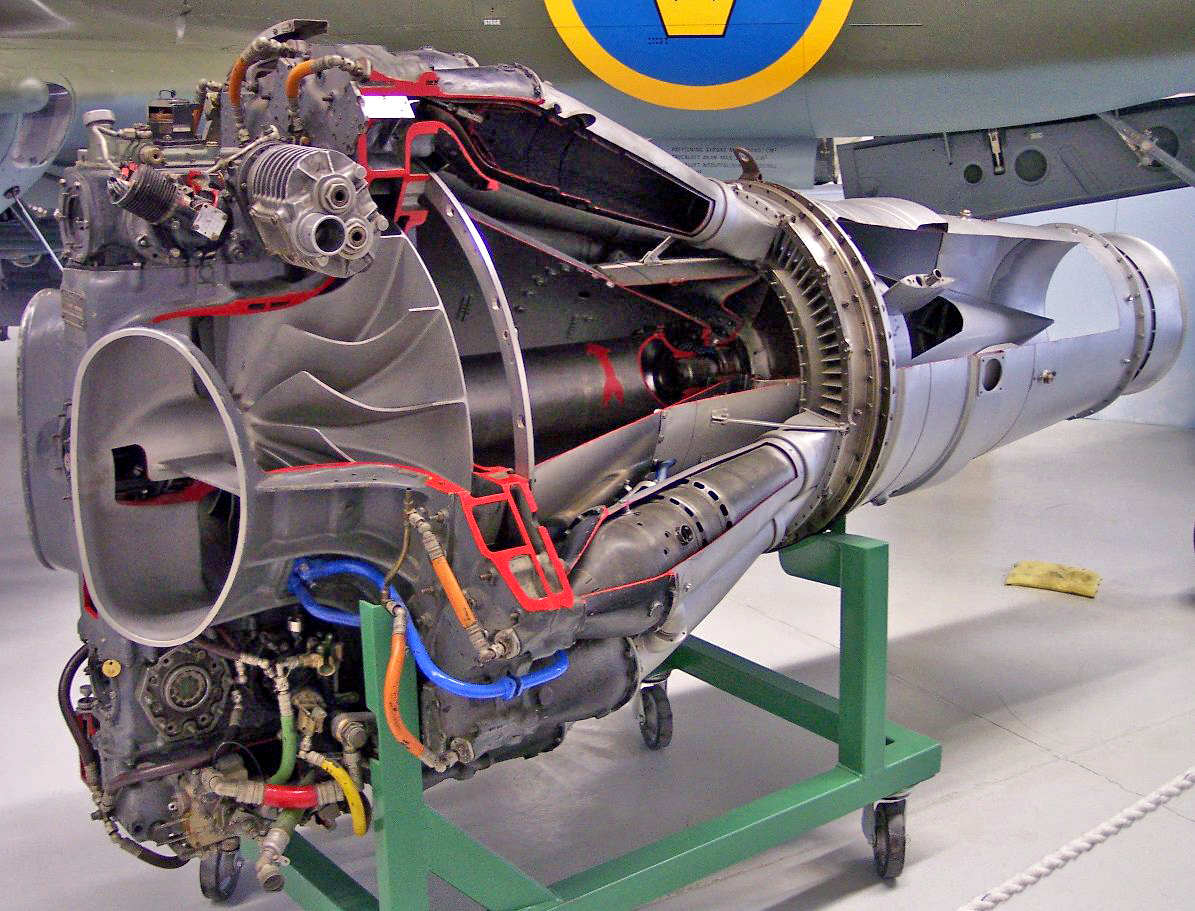
初期の傑作ジェット戦闘機バンパイアにも搭載されたデハビランド ゴブリン
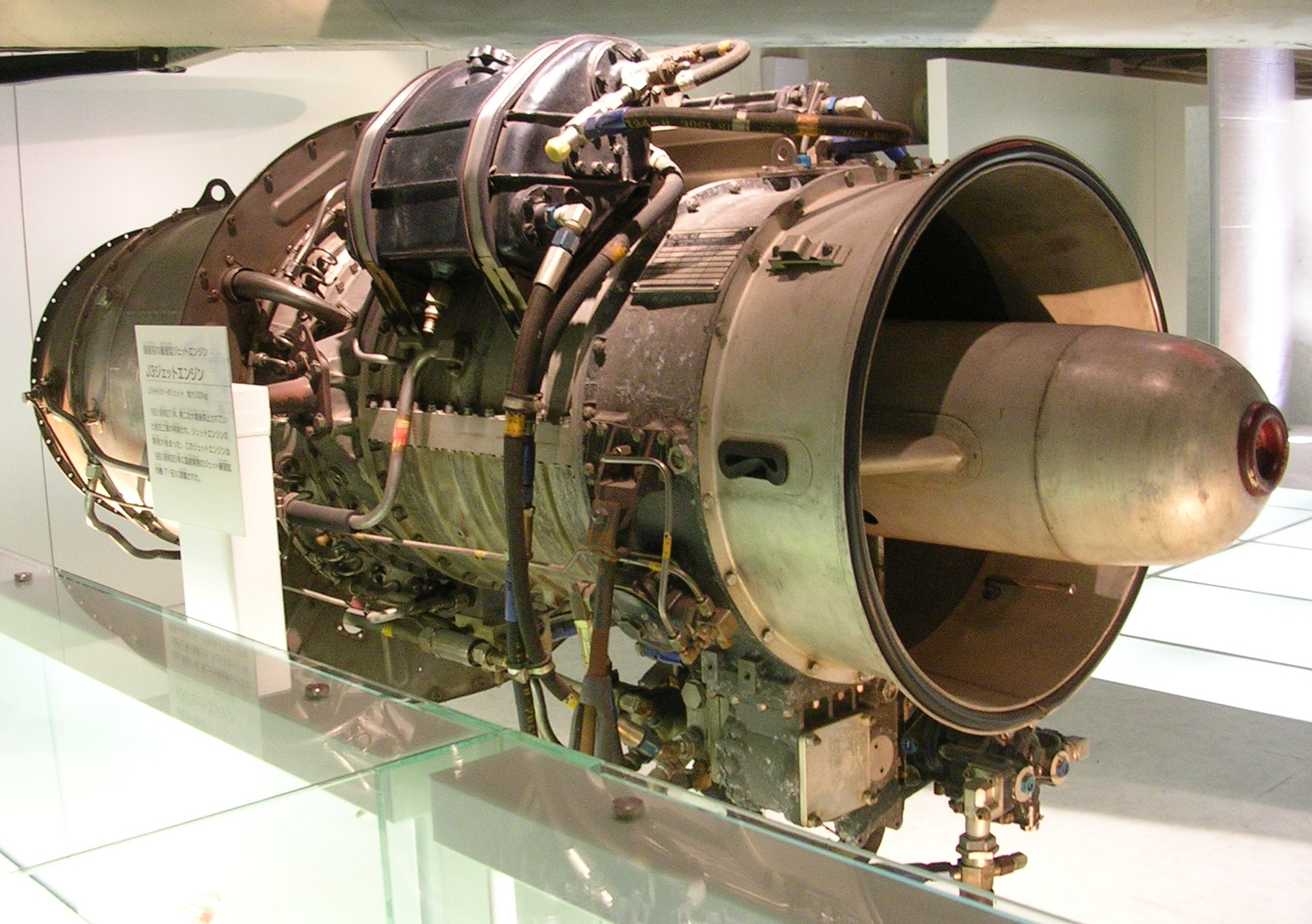
T-1に搭載された戦後初の日本製ジェットエンジンJ3

### ターボファンエンジン

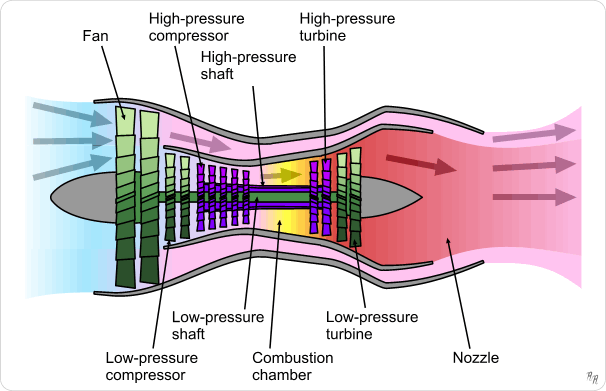
低バイパス比ターボファンの概略図。戦闘機に搭載されるものは上図のようにバイパス空気流を燃焼部と外周部の間に通し、ノズル部で合流させる。

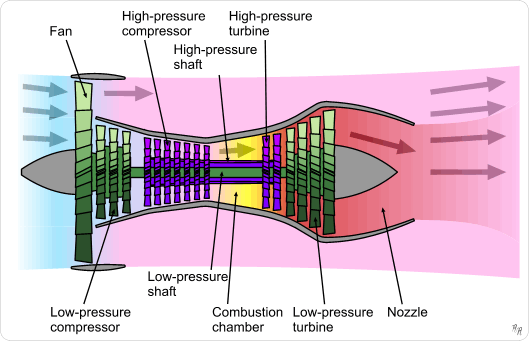
高バイパス比ターボファンの概略図。旅客機に採用されるのはこのタイプが多いが、実際は上図外側にナセルがあるためバイパス流が解放されるのはもっと後方である。

ターボジェットの吸気口近傍・圧縮機前方にファンを備えるエンジンで、ファンの外周部を通過する一部の流入空気は圧縮機以降に導かれずにコアエンジン外周部へバイパスされる。このファンはプロペラと類似の役割を担い、大部分の空気を飛行速度と同等の速さで排出することで効率の高い軸推力を得ている。ファン後流の一部はステータやファンダクトによってジェット推進力を得る。ファンを駆動する軸は一番内側に存在するコアエンジンとは別の同軸エンジンとみなすことが出来る。一般的には2軸式ガスタービンエンジンの後方の低圧タービンによってファンと低圧コンプレッサを駆動する。イギリスのロールスロイス社製の高バイパスターボファンエンジンは更に3軸目がファン駆動専用のフリータービンとなっている。基本原理はファン駆動用の別エンジンがコアエンジンと燃焼室と流体を共有しながら串刺しになっていて、コアエンジンの安定した持続運転とファン駆動力の出力調整を両立している。ファンにはプロペラのようなピッチを変更する機構はなく、減速機を介さずに2軸又は3軸目のタービン回転がそのまま伝達されるためプロペラに比べて回転速度は大きい。ターボジェットに比べて総排気流速度が低く抑えられるため、亜音速の輸送機に利用されている。ただし、後述するバイパス空気量の小さいターボファンはターボジェットの性格に近くなり、超音速ジェット戦闘機のエンジンとして主流となっている。
ターボファンの特徴をまとめるとターボジェットに比べて以下のようなメリットがある。
- 総合的な排気流速度は遅くなるものの、全体として流量が増えるため、結果的に推力が増大する。
- 燃焼に使わない空気を低速で排出して推力に利用するため、推進効率が良くなり燃費が向上する。
- バイパス空気流が燃焼ガスを覆うため、騒音が抑えられる。
- 排気に含まれる酸素の割合が大きくなるので、アフターバーナー使用時の出力増大効果が高い（ただし、これは、アフターバーナー使用時の燃費の悪化がより著しい事をも意味する）。

前方にあるファンのみを通過して、エンジン本体の圧縮機に吸い込まれない空気量Waf をエンジン本体の圧縮機に吸い込まれる空気量Wap で割った値Waf/Wap をバイパス比 (By-Pass Ratio, BPR) と呼ぶ。例えばバイパス比5のエンジンならば、ファンだけを通過する空気量は圧縮機から燃焼室へと流れる空気量の5倍にあたる。この値は地上静止状態で定義される事が多く、実際には飛行マッハ数によって変化する。通常、バイパス比が高いほど燃費が良く、亜音速飛行に適した性能特性を持つ。
一般的に、バイパス比が1前後のものを低バイパス比、4以上のものを高バイパス比と呼ぶ場合が多い。初期にはバイパス比が小さいものしか製造できなかったが、今日ではバイパス比9に迫るエンジンが稼動しており、ボーイング787のような新型旅客機向けにバイパス比10を越えるものの開発も行われている。一方、戦闘機用のものはバイパス比が小さく、その値が1を切るものもある。
コア分離型超高バイパス比ターボファン
ターボファンの派生型として、現在JAXAで構想されているコア分離型超高バイパス比ターボファンエンジンといわれるものがある。これはファンとガスタービン部分（コアエンジン）を分離し、ガスタービン側で圧縮した空気をファンにバイパスして駆動しようというアイデアである。これにより10を越える高バイパス比が実現し、ファンのコントロールやレイアウトの自由度を増すことで複数のリフトファンおよび推進ファンの設置とそれらのスイッチングを行い、今までにない大型VTOL機を製作することも可能だとされている。
採用例
現在のジェット旅客機の多くが高バイパス比ターボファンを採用しているが、低バイパス比ターボファンを搭載した旅客機も近年まで製造され続けた。超音速飛行を行う戦闘機の場合、バイパス比の低い、より高速に適したものが採用されている。特に著しいのはF-22が装備するF119であり、バイパス比は約0.2と非常に小さい。これはアフターバーナーなしでの超音速巡航を可能にするためである。

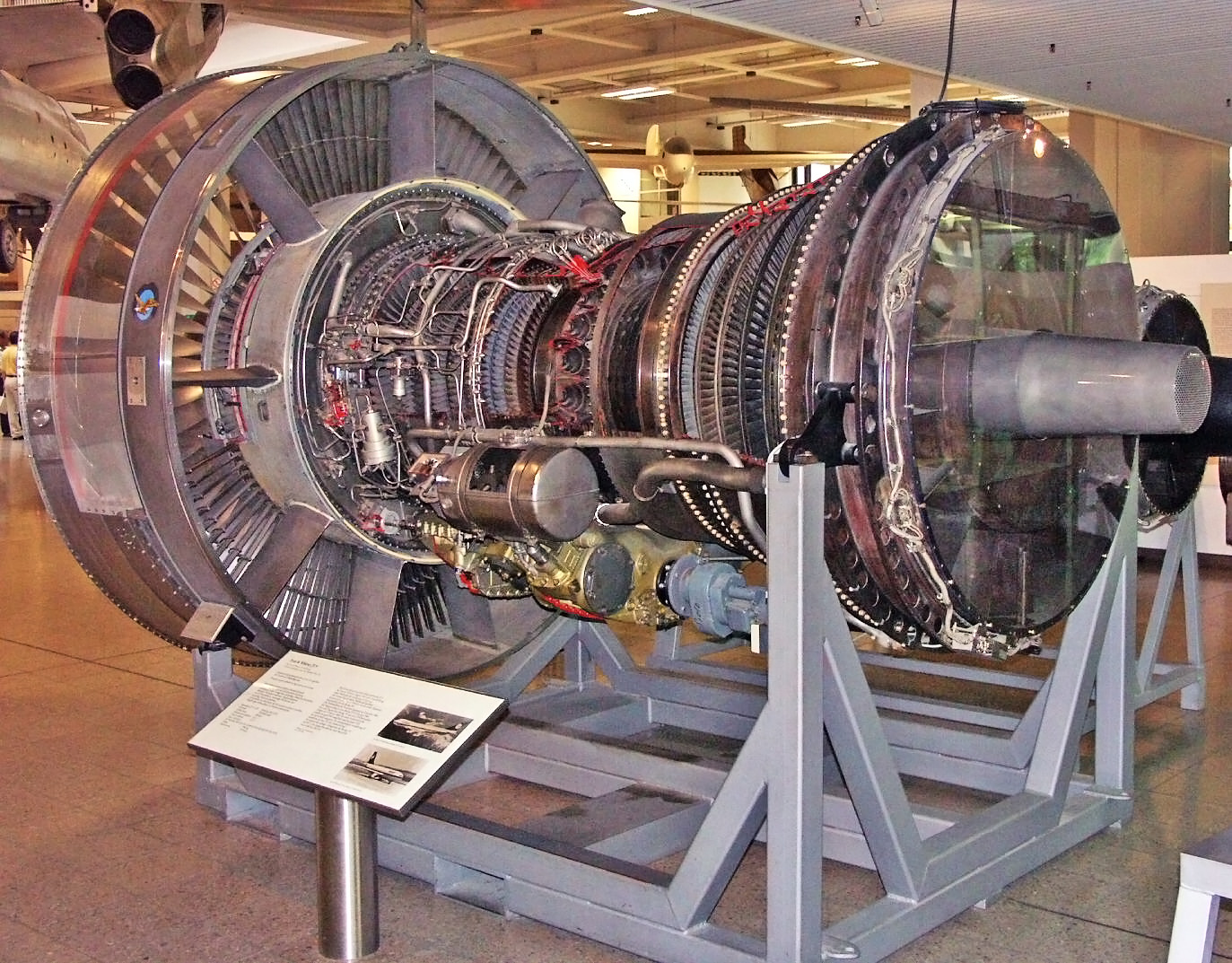
ボーイング747やエアバスA300といった日本でも馴染み深い旅客機に搭載されているプラット・アンド・ホイットニー JT9D
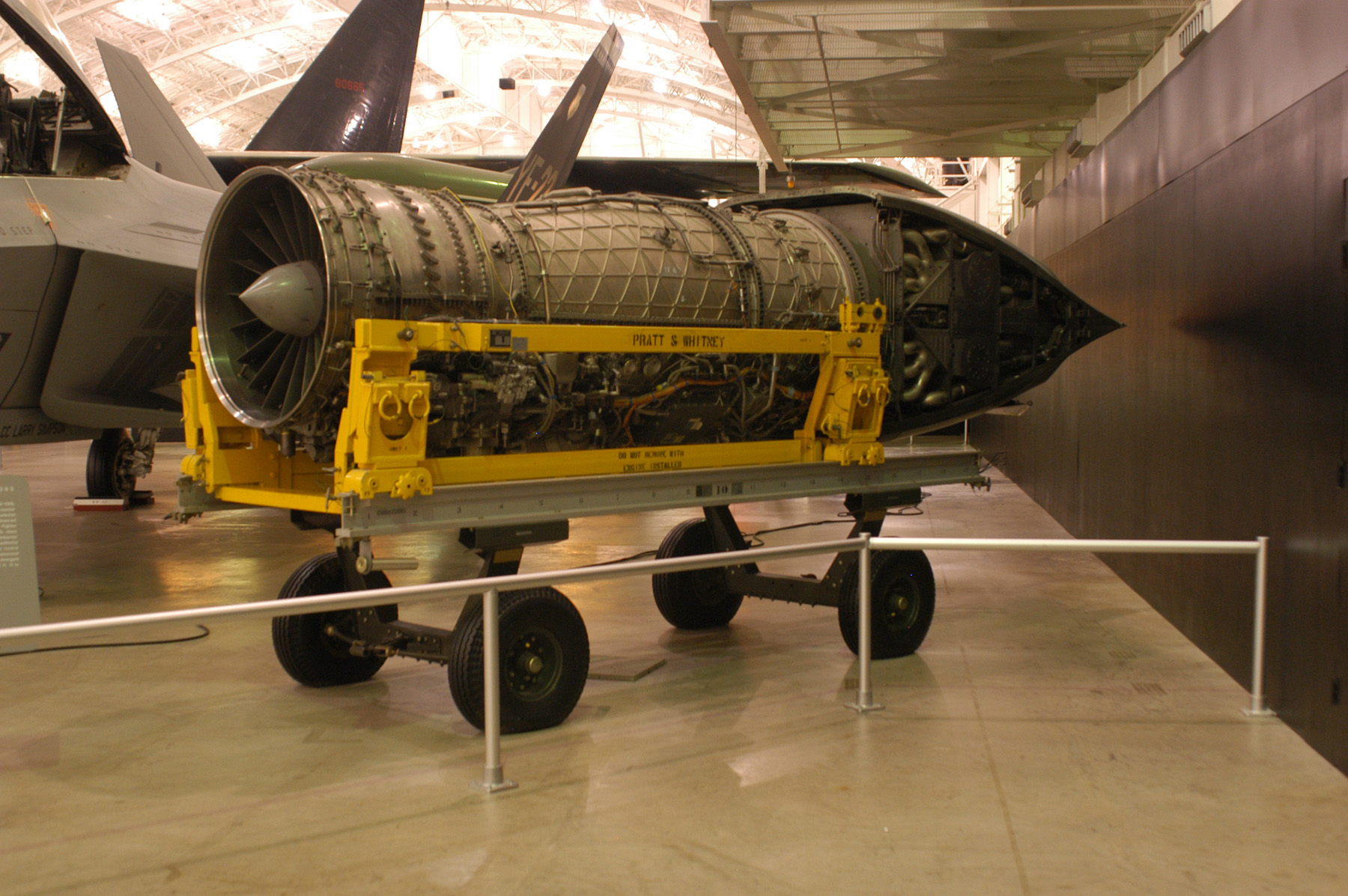
F-22に搭載されているF119の先行量産型(YF119)

#### ギヤードターボファンエンジン

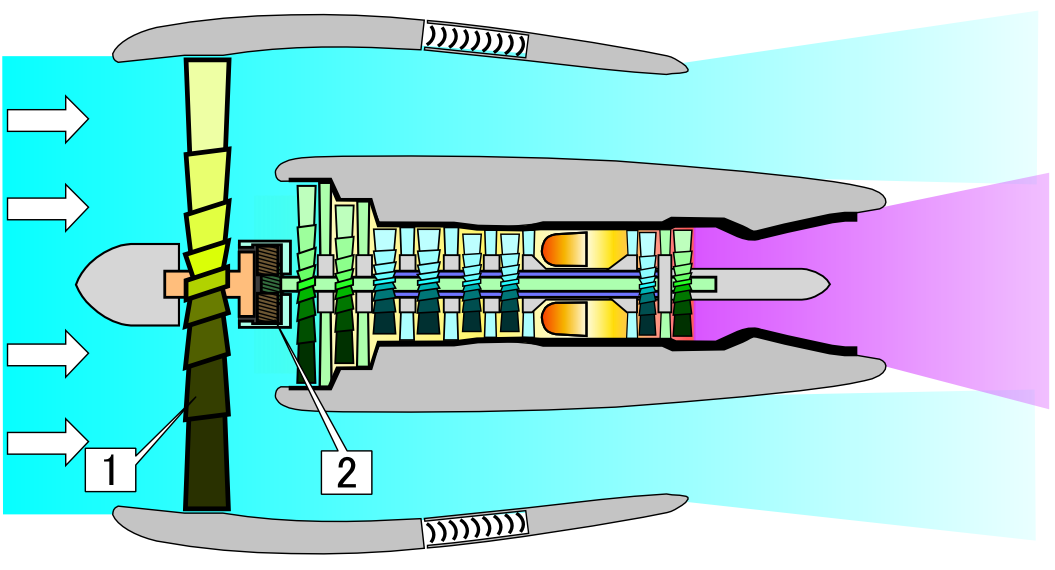
ギヤードターボファンエンジン
1.大きなファン 2.遊星歯車

低圧圧縮機の回転を遊星歯車により減速して、大型ファンの回転数を最適化したターボファンエンジン。従来の減速ギヤーを備えないターボファンエンジンにおいては、小さな圧縮機のタービンと大きなファンを同じ回転軸で駆動しているために、回転数は同期したものとなる。そのため、バイパス比が拡大し、ファンの直径が大きくなるに従って、タービンの高回転数はファンの効率的な出力を生み出す回転数よりも高いものとなり、必ずしも適していない回転数によるファン効率の低下が現れるようになる。減速ギヤーを備えたギヤードターボファンエンジン (Geared turbo-fan engine, GTF) では、それぞれの回転軸を最適な比率で回転させ、ファンの回転数を抑えることで、大きなファンにより高バイパス化エンジンにおいても効率が最適化できる。
採用例
エアバス A320neo、ボンバルディア Cシリーズ、イルクート MS-21、エンブラエル E-Jet E2で採用されている。

### ターボプロップエンジン

ターボプロップの概略図。高速のタービン回転はエンジン前部の減速機によって減速される。

ターボジェットやターボファンと同じくガスタービンを備えるが、その出力のほぼ全て（約90%）をプロペラの駆動に使うエンジン。タービンで得られる出力の一部は圧縮機の駆動に使われるが、残りは減速機を介してプロペラを回転させる。このプロペラによる推力が大部分を占める（ジェット排気による推力も10%程度あるとされる）。つまりジェット推進というよりは等速可変ピッチプロペラ用の動力源であり、特徴もそれに準じる。等速でよいということなので初期のターボプロップエンジンは1軸式のものもあったが、現在ではほとんど2軸式のターボファンに似た構成になっている。たとえ回転数が一定でも出力調整ができるからである。
ただし、レシプロエンジン駆動のプロペラ機に比べると出力は格段に大きく（軸出力が10,000hpを超えるものもある）、高高度での飛行もレシプロエンジンよりは得意である。
ターボプロップには以下のような特徴がある。
- 亜音速域ではターボファンエンジンよりも燃費に優れ、マッハ0.6程度までの速度域での飛行に適する。
- ターボファンよりも推力が小さい。
- ターボファンに比べ高速および高高度での飛行には適さない。
- プロペラはファンに比べて低速回転であるため、ターボファンよりも高周波の騒音を出さない。

総じてプロペラは、直径が大きいほど効率が良い。ターボファンのファンを「半径が小さいプロペラ」とみなせば、断然ターボプロップのほうが効率が良い事を意味する。ただし、プロペラは音速に近づいたあたりから効率が悪化し、直径の大きなプロペラは外周部分から音速に達する。よって高速域においては、ターボファンのほうがより効率が良い。
亜音速域での燃費もターボファンの進化により優位性は少なくなっている。
出力単位は軸馬力 (shaft horse power, shp) で表すが、排気推力を併せた総計等価出力 (effective horse power, ehp) で表す場合もある。

#### 採用例
巡航速度ではターボファン機に劣るものの短距離における燃費の良さや短い滑走路でも離着陸が可能な点を活かし、小規模の航空会社による地域空港からハブ空港への運行など、採算性は悪いが一定の利用者が存在する中・近距離の路線向けの中・小型の旅客機（ミニ・エアライナー）に採用されている。
アメリカでは航空路が自由化された1978年以降に需要が急増し市場も急成長した。日本では離島と本州を結ぶ路線を中心にサーブ340BやDHC-8 Q300/Q400が就航している。また戦後唯一の日本製旅客機YS-11もターボプロップ機であった。
軍用機としてはターボプロップを装備したC-130輸送機とP-3Cは世界中の軍で使用されている（民間型も存在）。C-130は燃費の良さからだけの選択ではなく、ターボファンよりも排気の温度 (EGT; Exhaust gas temperature) が格段に低いことを活かし、赤外線追尾式の地対空ミサイルから捕捉されにくくすることも意図されている。P-3Cは対潜哨戒のためエンジン停止を含むロイター飛行による低速での長時間飛行、目的海域上空への移動時に必要な速力、ジェット機と燃料を共通化できるという点が評価されている。
特徴的なターボプロップ機として、旧ソ連が開発したTu-95爆撃機が挙げられる。2重反転プロペラを採用して最高速度は900km/h台に達し、「世界最速のプロペラ機」として知られた。この速度域ではターボファンのほうが効率は良いが、開発当時はまだターボファンは実用化されていなかったため、ターボプロップの性能を極限まで引き出す形になった。アメリカのB-52爆撃機も同様にターボプロップを搭載しようとしていたが断念し、ターボジェットが採用された。
現在ではターボファンでもターボプロップに迫る燃費を達成できるため、ミニ・エアライナーはリージョナルジェットに置き換わりつつあり、軍用機市場もP-8やP-1などターボファン機が後継として選ばれている。

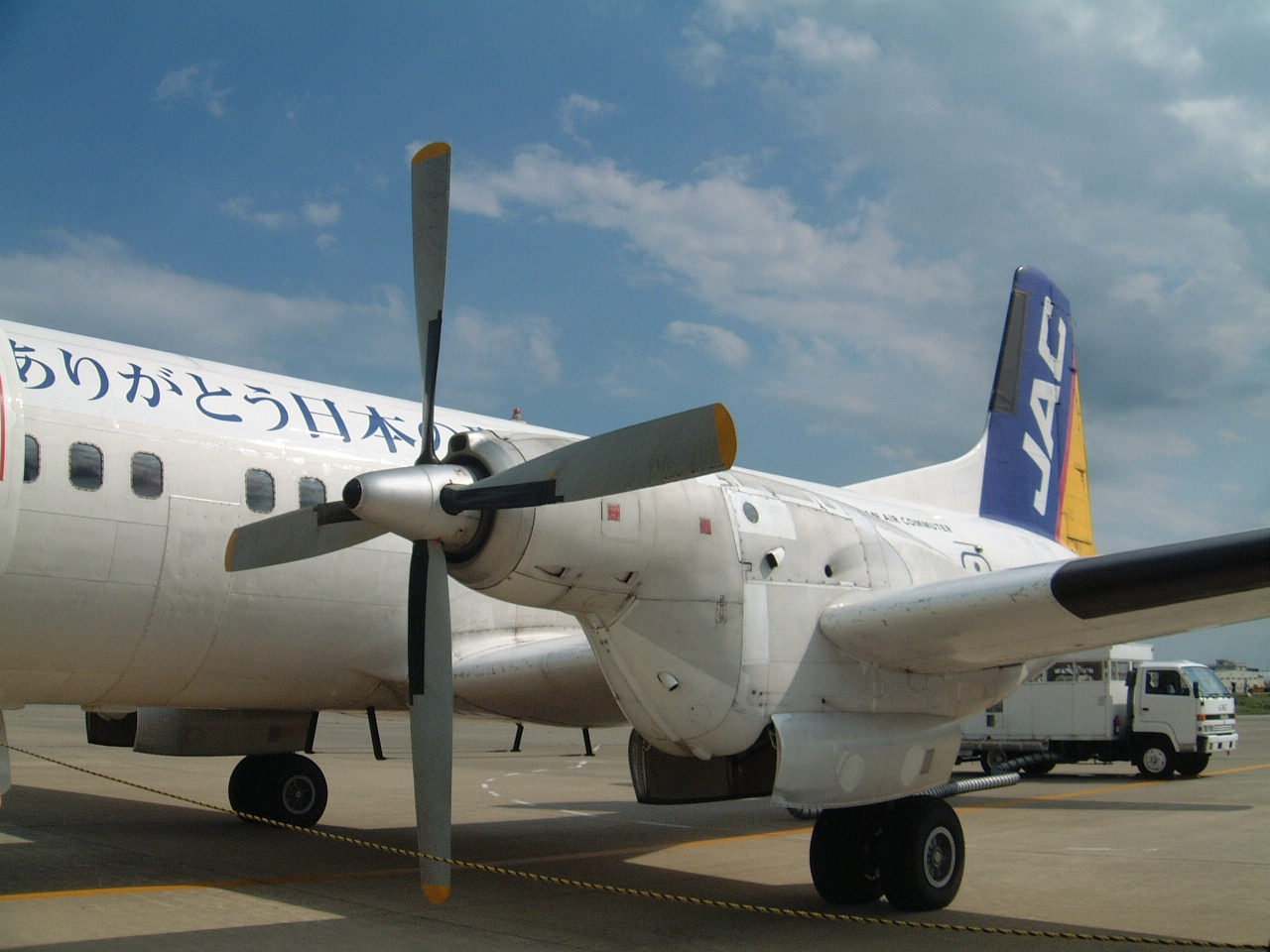
YS-11 (JA8717) のプロペラとエンジン部（ロールス・ロイス ダート搭載）
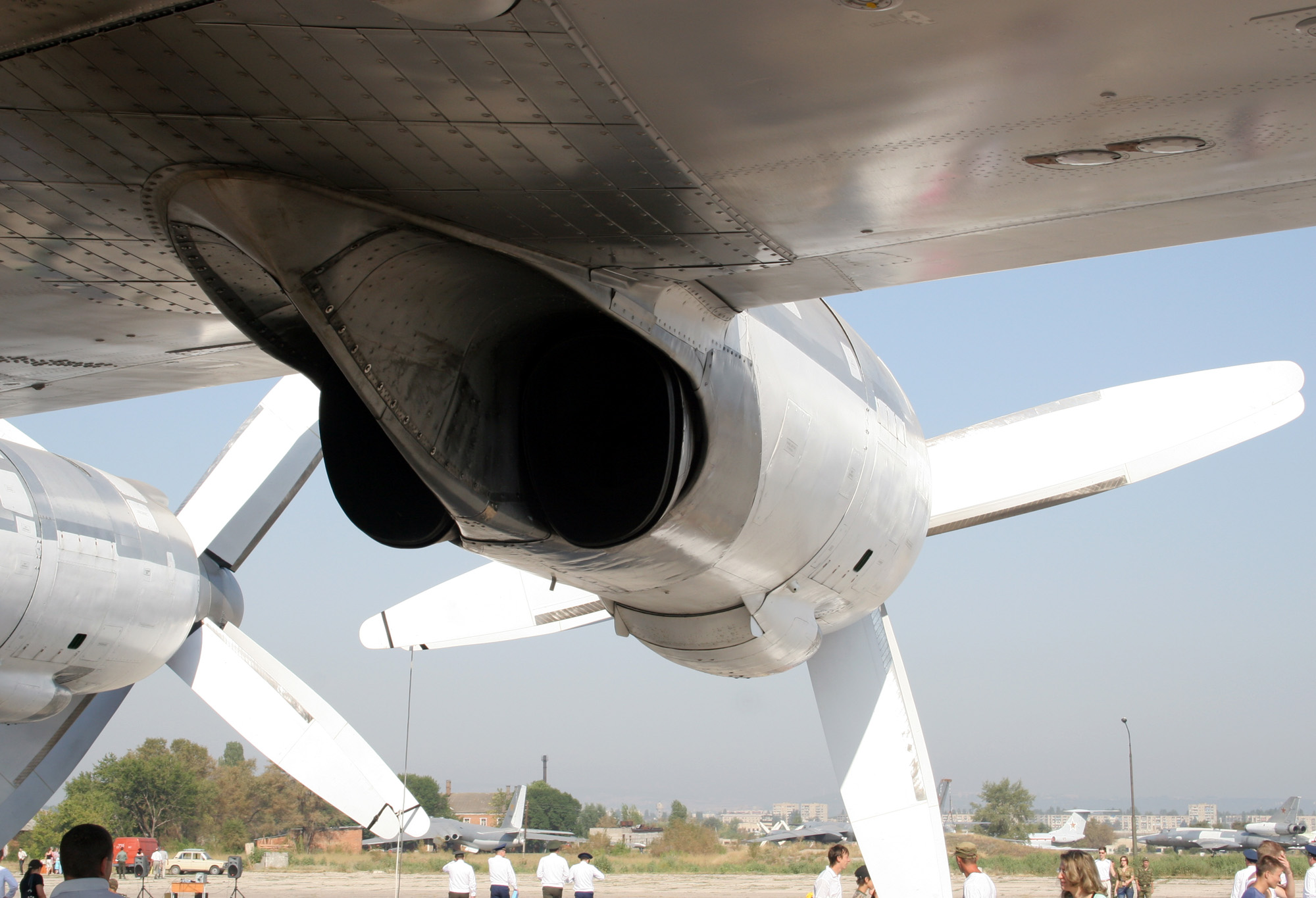
Tu-95のエンジンナセル後部と排気口（クズネツォフ NK-12MV搭載）
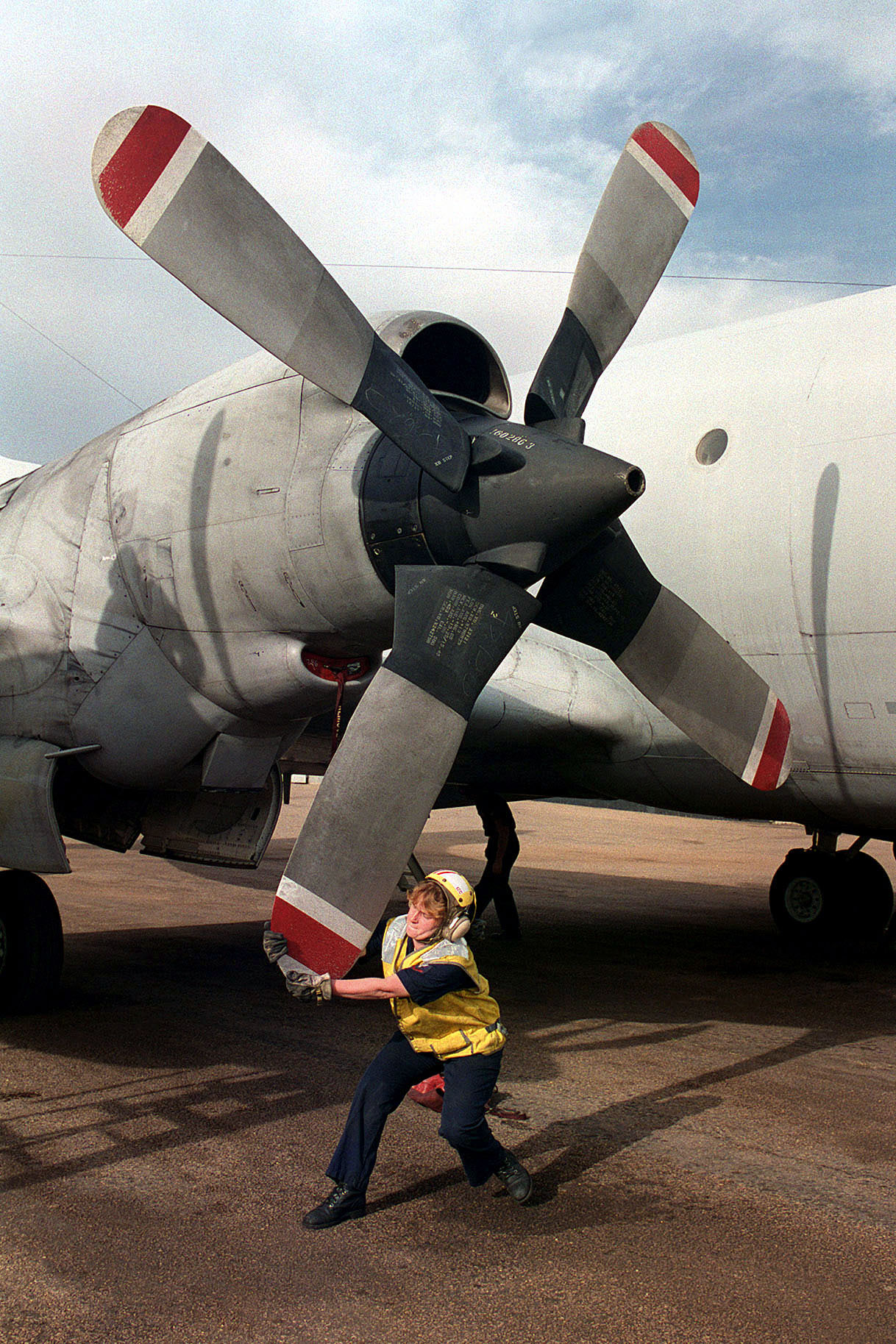
P-3Cのプロペラとエンジン部（アリソンT56-A-14搭載）

プロップファン
ギヤードターボファンエンジンがターボファンエンジンから派生したエンジンであるに対し、プロップファンエンジンはターボプロップエンジンから派生したものである。プロペラの翅の枚数を増やしさらにトルク相殺の為に二重反転プロペラにして（単にプロペラを換装して一重プロペラの翅の枚数を増やしただけのものもある）極限まで効率の向上を追求した一種にプロップファン（アドバンスド・ターボプロップ (Advanced Turbo Prop, ATP) とも）がある。これは圧縮機の外周部（ナセル外側）に薄くて強い後退角を有する、径が小さめのプロペラ（可変ピッチ機構付き）を備えるもので、プロペラ端で発生する衝撃波を抑えつつ高速（マッハ0.8程度）と高効率を両立させようとしたものである。1980年代の原油価格の高騰に触発されて各所で研究開発が行われたが、プロペラの振動など解決すべき技術的課題のためにそのメリットがかすみ、通常のターボファンの性能向上（高バイパス比の実現）とともに開発は放棄されていった。数少ない実用例の一つにウクライナの輸送機An-70がある。

### ターボシャフトエンジン

ターボシャフトの概略図。圧縮機駆動用タービンの外側に軸出力用のフリータービンを備える。上図ではエンジン後方にシャフトが延ばされているが、ターボプロップと同様に前方へシャフトを出す場合もある。

圧縮機駆動用のタービンと別に、出力専用のタービン（フリータービン）を備える純粋なガスタービンエンジン。フリータービンにより取り出された出力はシャフトと減速機を介して駆動力となる。ヘリコプターやプロペラ機、船舶、戦車といった乗り物やコジェネレーション用発電機の動力として利用されている。
回転翼を駆動する航空機用エンジンとして使われる時もジェット推進を使わないのでジェットエンジンとは呼ばない（ベル社が206シリーズ時代に「ジェットヘリ」という商標を使っていたために「ジェットエンジン」だという誤解が広まったが、単にベル社のヘリコプターの商標であって、エンジンは「ジェットエンジン」ではない）。
ターボプロップとほぼ同じ構造を持つが、フリータービンのため回転数と出力調整の幅が大きく取れる利点がある（ターボプロップは等速プロペラを前提としている）。また、エンジンの始動時のスタータの負荷を減らせられる利点もある。ターボシャフトエンジンは最も汎用的なガスタービンエンジンである。航空機以外の動力源では単にそう記載されることも多い。
採用例
主にヘリコプターのローターの動力として広く用いられているが、その理由は多発エンジンでもパワートレインを共有しているためにエンジンの単発停止時に他のエンジンを道連れにしないためである。フリータービンにしないと生き残ったエンジンが死んだエンジンのコンプレッサーまで駆動することになり、一緒にエンジンストールする可能性が高くなる。フリータービンを用いたターボシャフトエンジンは生き残った側の負担増にも粘り強く耐えられるし、停止した側も他者に過大な負担をかけない。パイロットは時間的な余裕があるので停止したエンジンを完全にパワートレインから分離する操作も容易に出来る。
近年ではティルトローター（V-22など）にも採用され、アメリカ陸軍の戦車M1エイブラムスや海上自衛隊のこんごう型護衛艦や水中翼船1号型ミサイル艇、LCAC等も駆動力としてターボシャフトを用いている。

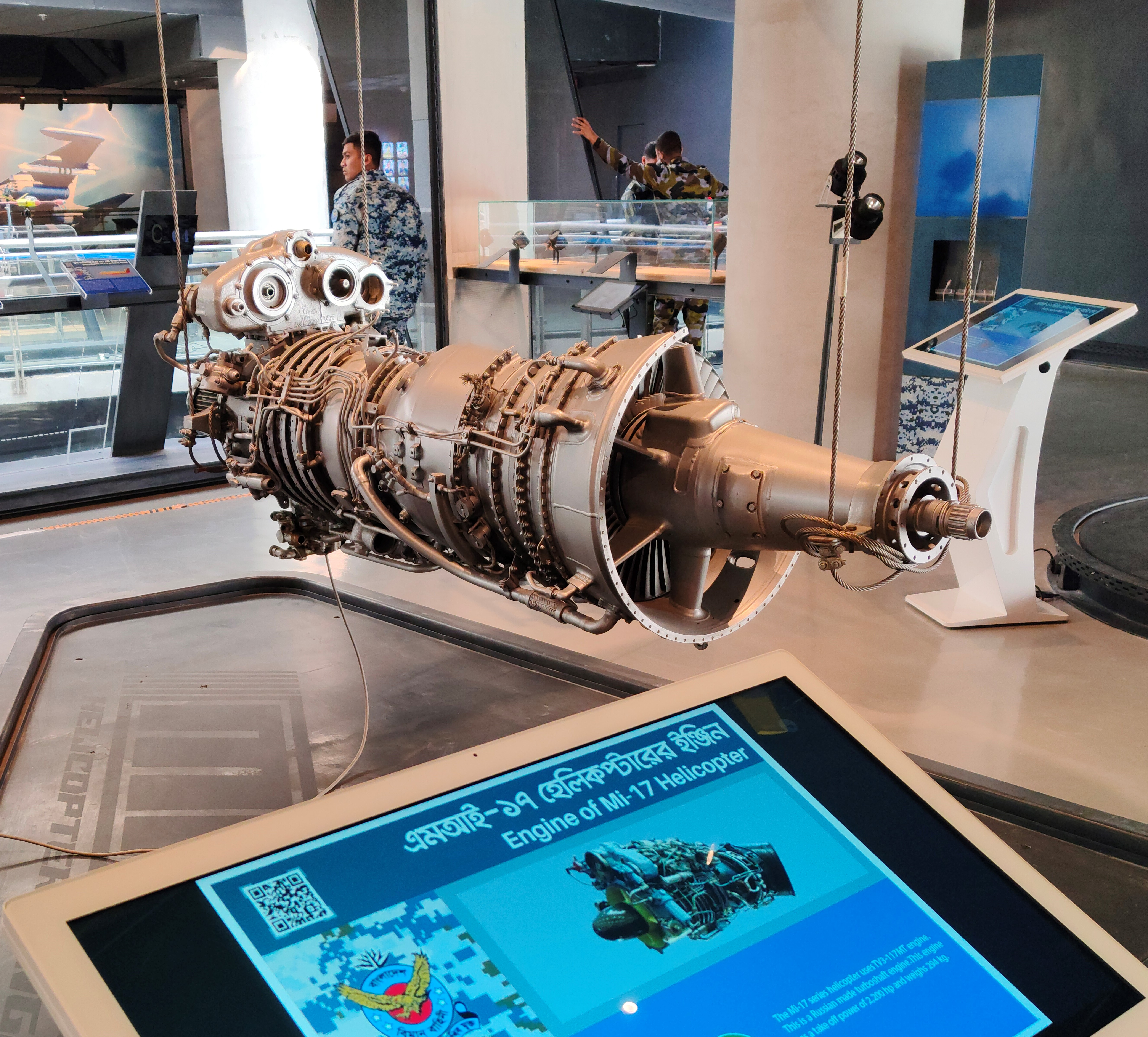
軍用ヘリコプターMi-17のエンジン（Klimov TV3-117MT）
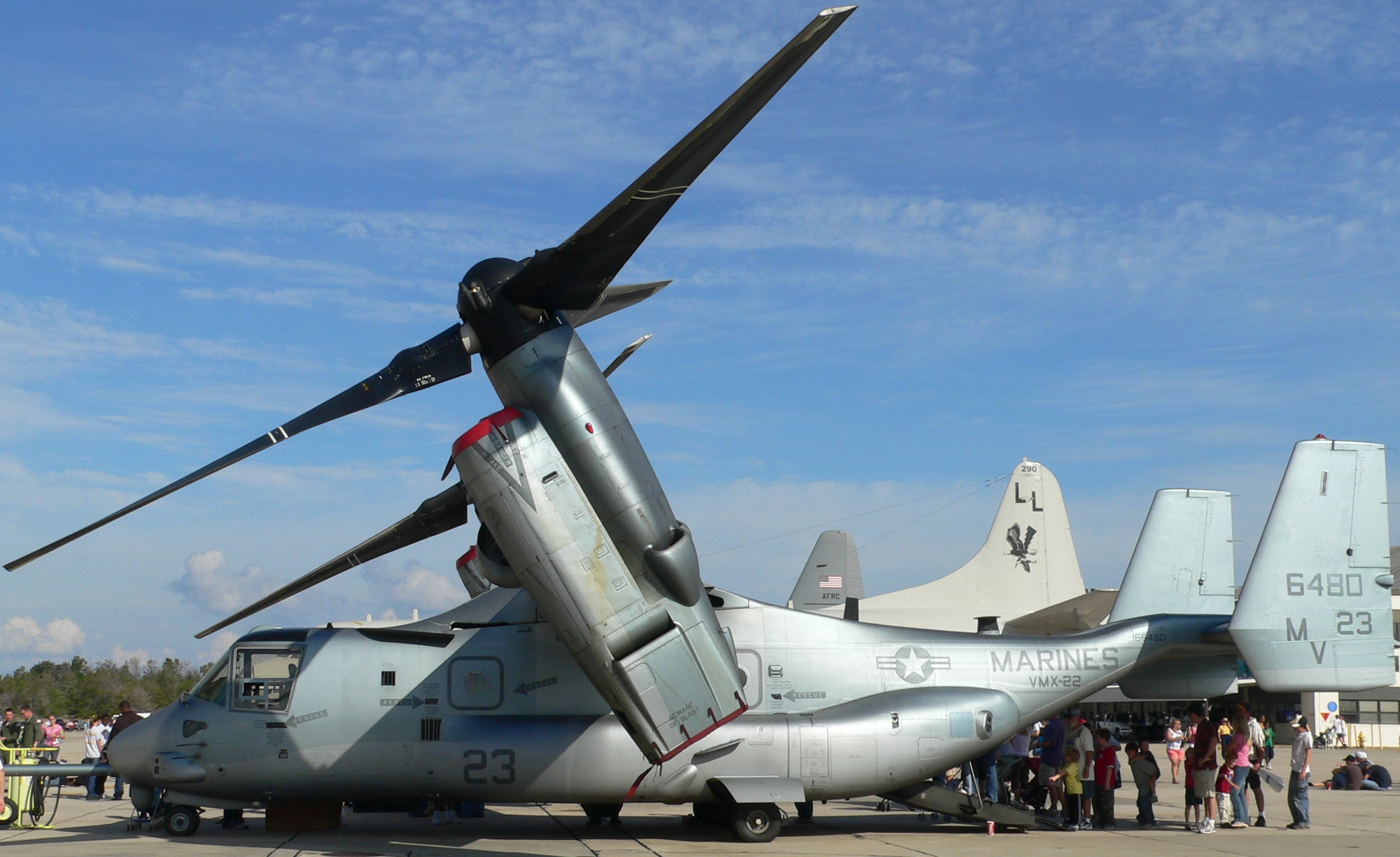
V-22のローターとエンジン部（ロールス・ロイス・アリソンT406（ロールス・ロイス・アリソンAE1107C）搭載）

### ラムジェットエンジン

スパイク前端の超音速流はエンジン内部にいくにつれて亜音速流となり加圧される。燃焼後は排気ノズルから超音速の排気が行われる。

羽根車を用いないのでガスタービンエンジンではないがジェットエンジンの一つで、機械的な圧縮機を使用することなく、吸気口前面に生ずるラム (ram) 圧により圧縮された空気に燃料を吹き付けて燃焼させ、推力を得る方式のエンジン。吸気口から突出した前後に可動するスパイクを有しており、そのスパイク先端で発生させた衝撃波面をエンジンナセルに接するように制御する。こうして生じた衝撃波面の後方では亜音速の空気流が生まれ、非常に高い動圧が静圧へと変換される（ほぼ等エントロピーでの圧縮が行われる）。
マッハ3から5程度の極超音速飛行に向く出力特性を持っているが、高速の空気流の衝突を前提としているため、機速が設計速度を下回ると著しく効率が悪化して充分な推力を発生することができない（もちろん静止時は動作しない）。そのために設計速度域へ到達させるための推進系が別途必要となる。この別の推進系としてはロケットやターボジェット（後述）が使用されている。
採用例
フランスのルネ・レドゥクは1930年代から独自のラムジェット推進機の構想を温め、世界初のラムジェット機レドゥク010を1949年に初飛行させた。その後ラムジェット戦闘機としての改良が続けられたが結局採用されることは無く、1958年に開発は終了した。
一方、アメリカでは1950年にYH32 ホーネットというラムジェット駆動のヘリコプターが試作されている。これはローター端にラムジェットを設置して回転させるというもので、ローター回転によるトルクが発生せずテールローターが不要というメリットがあったが、航続距離や隠密性の問題から実用性が低かったため導入には至らなかった。同様のヘリコプターは戦後に萱場製作所でも試作されている。
ミサイルには採用例が多い。その多くはラムジェットの作動域まで固体ロケットブースターによって加速する。多段式の他、ブースター部分の構造物をラムジェット用にも利用するタイプもあり、後者はインテグラル・ロケット・ラムジェット (integral rocket ramjet、IRR) などという。アメリカのボマーク、イギリスのシーダート、フランスのASMP、旧ソ連では特に多用されており、2K11クルーグ、2K12クブ、P-270モスキート、P-800オーニクス、Kh-31などがある。

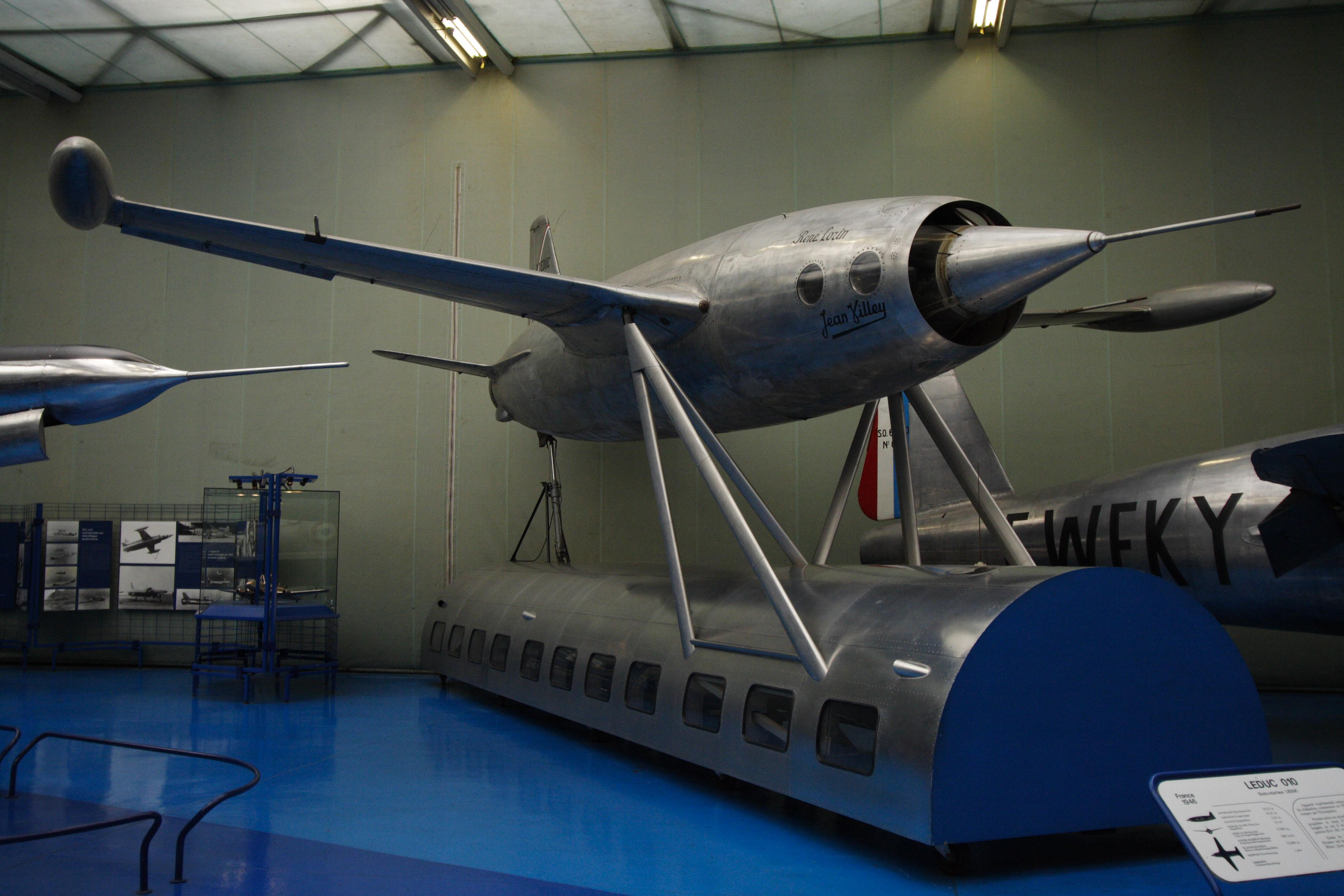
世界初のラムジェット機レドゥク010
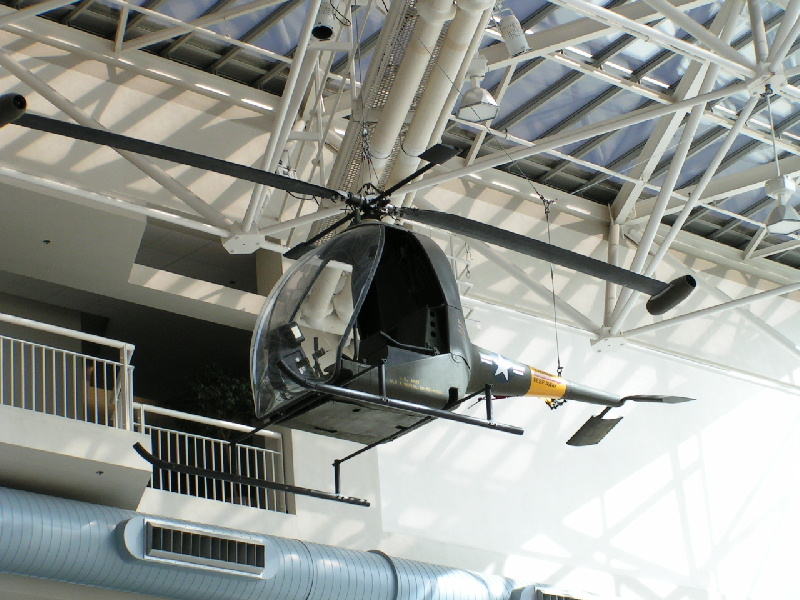
ローター端にラムジェットを有するYH32ホーネット

#### ターボ・ラムジェットエンジン
ラムジェットエンジンの内部にターボジェットと同等の機構を取り付け、ラムジェットが作動する高速に達するまではターボジェットとして機能する形式のエンジン。もしくはターボジェットの外周部にラムジェットの機能を付加する形式ともいえ、高バイパス比ターボジェット (high-bypass-ratio turbojet) とも呼ばれる。流入空気をターボジェットへ回すか、完全にバイパスしてラムジェットとして機能させるかを飛行速度に応じてバイパスフラップで制御する。
採用例
現在のところ、上記のコンセプトに基づいて製作された実用エンジンは存在しない。
SR-71とその原型機（A-12やYF-12）に搭載されたプラット・アンド・ホイットニー J58シリーズをターボラムジェットエンジンに分類している事例が多く見られる。超音速飛行時にJ58はインレット部の空気吸入・圧縮で出力の8割を生み出す。しかし、超音速機においてインレットで推力が発生する事例は珍しくない。またJ58においてもインレット部で燃焼を行うわけではなく、燃焼室に等エントロピ圧縮された空気が供給されるわけでもない。製造元の Pratt & Whitney 社はJ58をターボジェットと分類している。
なお、ターボ・ラムジェット機としてしばしばMiG-25が挙げられることがある。しかしこれは誤りであり、同機は3000km/hの高速飛行時に得られるラム圧を考慮して圧縮機の圧縮比を低く抑えてあるだけで、ラムジェットとしてのエンジン動作は行っていない。

#### スクラムジェットエンジン

基本はラムジェットと同様であるが、超音速燃焼が行われる点が異なる。

スーパーソニック・コンバスチョン・ラムジェット (supersonic combustion ramjet) を略してスクラムジェットと呼ぶ。基本的にはラムジェットと同じ発想のエンジンであるが、ラムジェットよりもより高速域で作動する事を前提とし、そのためエンジン内に吸入された空気流が、加圧された後もなお、超音速流が保たれる点が通常のラムジェットと異なる。空気流が高速であるため、燃焼が緩やかな場合は燃焼が終了しないうちにエンジン外に排出される事になる。そのためスクラムジェットエンジンの場合は速やかな燃焼を実現する必要がある。そのための燃料としては、現在は主に水素が用いられ、今のところ動作時間は数十秒が限度である（ただし、それでも大きな加速力を得ることができる）。極超音速での動作を目的としており、単段式宇宙往還機 (SSTO) を実現するための要素技術の一つとされる。
採用例
近年、日本を含めた主要先進各国でスクラムジェット機の構想や開発が行われているが、2007年現在で確実な成果を収めているのはNASAの開発したX-43である。X-43はスクラムジェットが動作するまでペガサス・ロケットにより加速される仕組みであり、2004年11月16日にマッハ9.8（時速12,144 km、7,546 mph）というエアブリージングエンジン搭載機としての最高速度記録を打ち立てている。

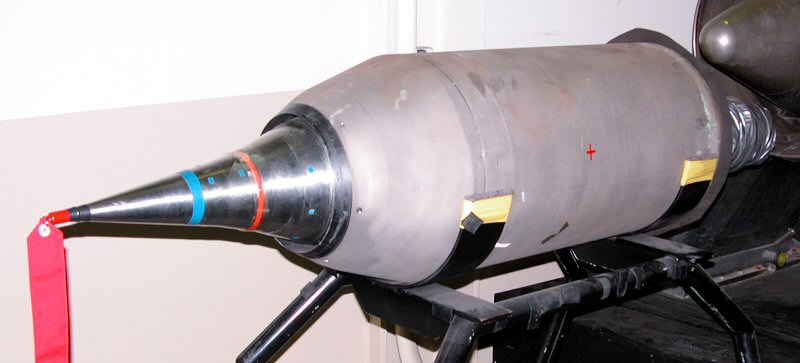
NASAの開発したスクラムジェットエンジン

#### ロケット・ラムジェット複合型エンジン
ラムジェットエンジンの内部に、固体燃料ロケットエンジンの固体燃料を充填したもの。固体燃料が存在する間はロケットエンジンとして動作するが、燃料を燃やし尽くすとその後はラムジェットエンジンとして動作する。
採用例
ミサイルにおいて採用される。P-800オーニクスやKh-31など。

### パルスジェットエンジン

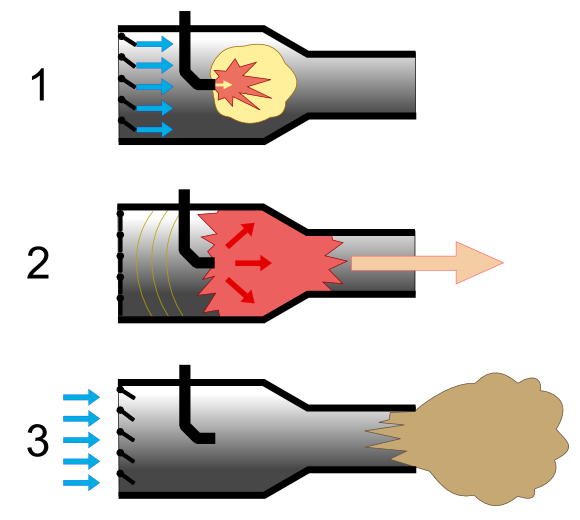
吸気・燃焼・排気が間欠的に行われる。

空気取り入れ口に設けられたシャッターを高速で開閉することにより、燃焼過程と排気・吸気が交互かつ間欠的に行われる方式のエンジン。空気の圧縮には燃料の着火により生じる衝撃波の一種（爆轟波やデトネーションパルスと呼ばれる）によって発生する高圧を利用する。燃焼が間欠のため燃焼ガスに晒される部分の耐熱性が連続燃焼ガスタービンのそれより低くて済み、構造がきわめて単純なために製造コストが安く済むが、シャッターの開閉と燃料噴射・点火のタイミング制御が開発当初は課題となった。間欠吸排気に由来する独特の排気音が特徴である。エンジン全体がU字型をした、シャッター（バルブ）の無いバルブレス・パルスジェットエンジンもある。どちらも振動や騒音が大きく燃費も悪いため、圧縮機を備えたガスタービン型のジェットエンジンの登場と共に開発されることはなくなった。
採用例
第二次世界大戦時のドイツにおいて、V1飛行爆弾の推進器という実用例がある。同機では、使い捨てというミサイルの性質と、構造が簡単で安価に作れるというこのエンジンの性質、またタービン-コンプレッサー型のエンジンの開発の難しさもあり重宝された。前述のようにその後の世界では利点が薄く難点が多いため、広く実用された例はほぼ無い。

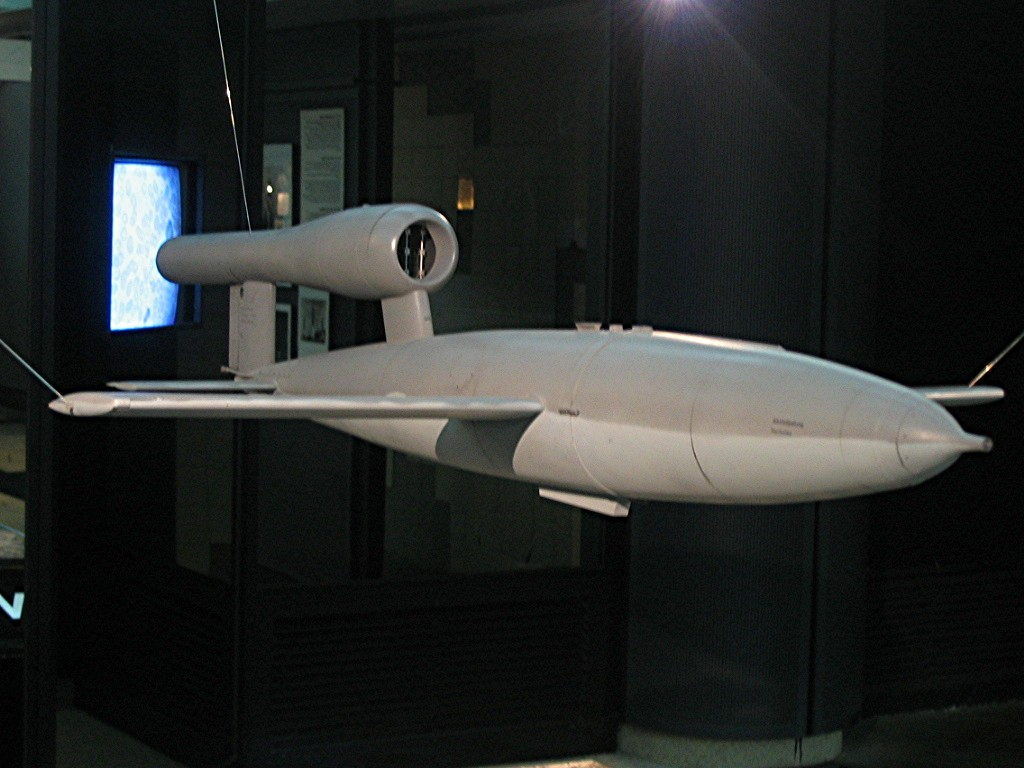
V1の模型で、尾部の上に設置されている筒状構造物がパルスジェットである。
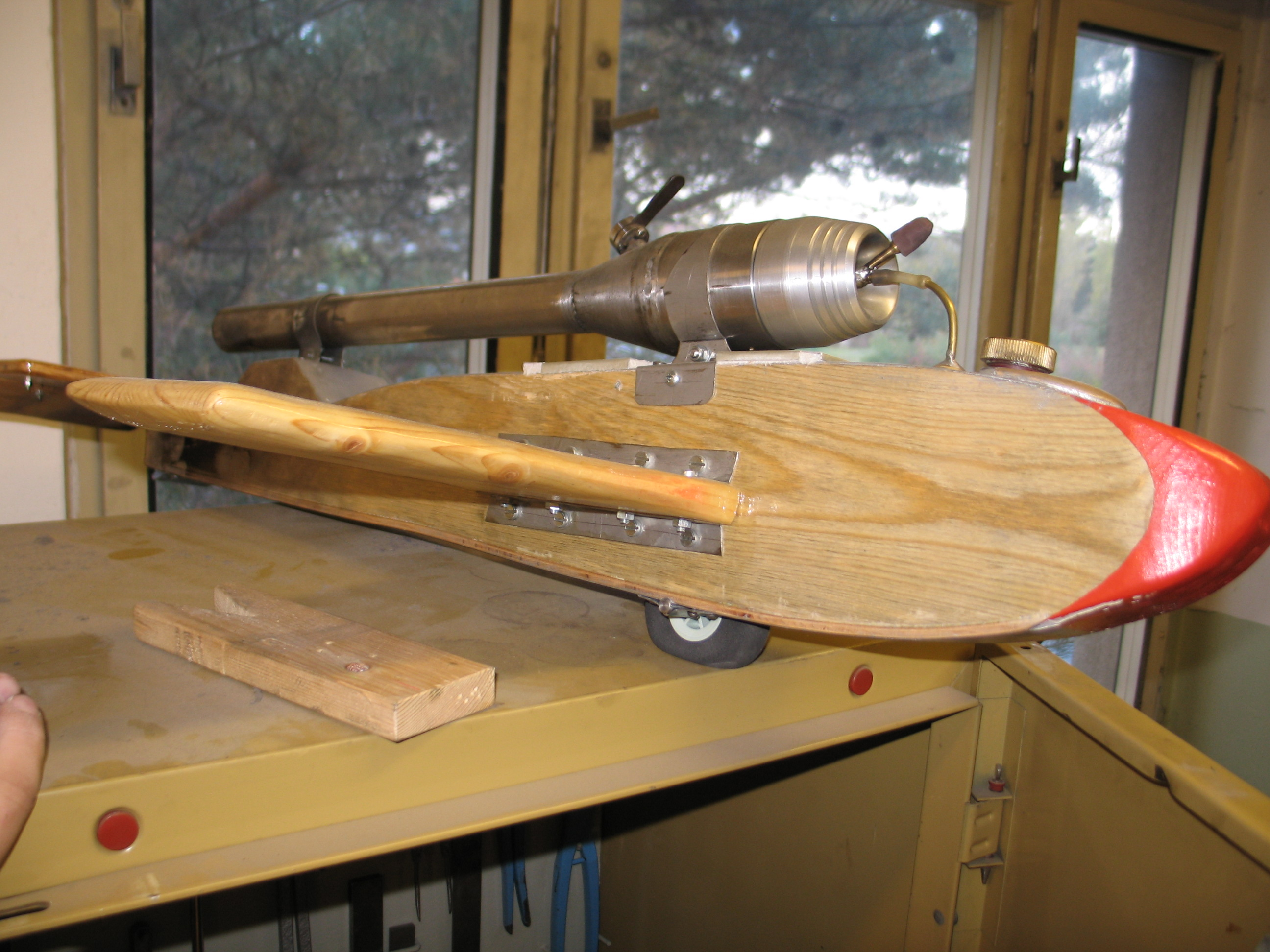
小型パルスジェットを装着した模型飛行機

### 外部動力圧縮ジェットエンジン

MiG-13のモータージェットの概略図。レシプロエンジン（黄色）はプロペラと圧縮機（緑色）の駆動のために用いられた。ちなみにコアンダ=1910やカプロニ・カンピーニ N.1などはプロペラは備えていない。

ジェットエンジンの黎明期に存在した圧縮機を外部動力（通常はレシプロエンジン）で駆動する形式のエンジンで、タービンは持たない。モータージェットやサーモジェット（セコンド・カンピニによる命名）と呼ばれた。ガスタービンエンジンの実現が困難であった時期に考案・試作されたが、燃焼ガスにより得られる推力はごく小さく、レシプロエンジン駆動のプロペラ推進に及ぶものではなかったために計画や実験の段階で開発が放棄されたものが多い。
採用例
最初の機体は1910年にアンリ・コアンダが製作したコアンダ=1910であるが、これはまともな飛行を行うことなく事故で失われた。その後、革新技術としてジェットエンジンが希求されるようになってから現れたのがイタリアで1940年に初飛行したカプロニ・カンピーニ N.1である。第二次世界大戦中にも各国でモータージェット機がいくつか計画されているが、一応実機が完成したのは日本の桜花22型（ツ11搭載）と旧ソ連のMiG-13やSu-5くらいであった。

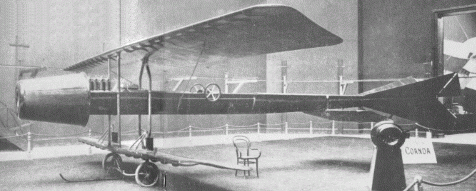
コアンダ効果が発見されるきっかけを作ったコアンダ=1910
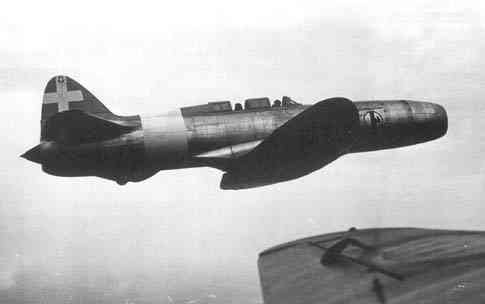
当時「世界初のジェット機」として宣伝されたカプロニ・カンピーニ N.1

### 特殊なジェットエンジン
広義にジェットエンジンに分類できるものを以下に示す。
原子力ジェットエンジン
吸入した圧縮空気を原子炉の炉心で加熱し噴射する方式。1950年代のアメリカにおいて、ジェット推進装置を搭載した実験機X-6の開発が試みられた。しかし遮蔽試験機NB-36Hによる予備的試験のみで計画は終了した。排気に多大な放射性物質が含まれる危険がある事、気体の熱交換効率は液体と比べて小さい事、放射線遮蔽のため搭載機体の重量が増大する事が問題とされた。
恒星間ラムジェット（バサード・ラムジェット）
恒星間宇宙船の動力として古くから考えられているアイデアで、基本はラムジェットである。星間ガスを巨大なラムスクープで集め、推進剤とする。

## ジェットエンジンを応用した高揚力装置
ジェット排気の方向を偏向したり、排気流もしくはバイパスした圧縮空気流を翼近傍に吹き付けてフラップの効果を高めるためのいくつかの装置が実用されている。それらは主に翼上面の気流を増速してその剥離を遅らせること（境界層制御）で高揚力を発生させる。代表的なものにジェットフラップ（排気方向を偏向する）、インターナリーブロウンフラップ (Internally Blown Flap, IBF)（圧縮空気を翼上面から吹き出す）、エクスターナリーブロウンフラップ (Externally Blown Flap, EBF)（排気流を翼下面から後縁フラップに吹き付ける）、アッパーサーフェスブローイング (Upper Surface Blowing, USB)（排気流を翼上面に沿って吹き付け、コアンダ効果を利用して後縁フラップ端まで気流の剥離を遅らせる）がある。